# Liste der Baudenkmale in Königslutter am Elm
In der Liste der Baudenkmale in Königslutter am Elm sind alle Baudenkmale in der niedersächsischen Gemeinde Königslutter am Elm aufgelistet. Die Quelle der Baudenkmale ist der Denkmalatlas Niedersachsen. Der Stand der Liste ist der 3. August 2025.
- Siehe auch Liste der Baudenkmale in Königslutter am Elm (Stadtteile) für alle Gebiete außerhalb der Kernstadt.

## Allgemein
In den Spalten befinden sich folgende Informationen:
- Lage: die Adresse des Baudenkmales und die geographischen Koordinaten. Kartenansicht, um Koordinaten zu setzen. In der Kartenansicht sind Baudenkmale ohne Koordinaten mit einem roten Marker dargestellt und können in der Karte gesetzt werden. Baudenkmale ohne Bild sind mit einem blauen Marker gekennzeichnet, Baudenkmale mit Bild mit einem grünen Marker.
- Bezeichnung: Bezeichnung des Baudenkmales
- Beschreibung: die Beschreibung des Baudenkmales. Unter § 3 Abs. 2 NDSchG werden Einzeldenkmale und unter § 3 Abs. 3 NDSchG Gruppen baulicher Anlagen und deren Bestandteile ausgewiesen.
- ID: die Objekt-ID des Baudenkmales
- Bild: ein Bild des Baudenkmales, ggf. zusätzlich mit einem Link zu weiteren Fotos des Baudenkmals im Medienarchiv Wikimedia Commons. Wenn man auf das Kamerasymbol klickt, können Fotos zu Baudenkmalen aus dieser Liste hochgeladen werden:

## Königslutter am Elm
| Lage                                                        | Bezeichnung                                         | Beschreibung | ID       | Bild           |
| ----------------------------------------------------------- | --------------------------------------------------- | --- | -------- | -------------- |
| Amtsgasse 1 52° 15′ 3″ N, 10° 49′ 10″ O                     | ehem. Burg Königslutter                             | Feste Anlage mit einem polygonal abgeknickten Gebäudeflügel sowie südwestlichen Torhaus unter abgewalmten Satteldächern in Ziegelpfannendeckung. Torhaus mit verputztem Bruchsteinmauerwerk mit Rundbogentor, im OG Fenster, Dach auf Kopfbändern vorkragend, Giebeldreieck in Fachwerk. Östlicher Hauptflügel im verputzten Bruchsteinmauerwerk mit auf der Südseite befindlichen geschosshohen Widerlagern, Rechtecksfenster mit Sandsteineinfassungen. Rückwärtige Fassade in Fachwerk. | 32651059 | BW             |
| Am Markt 1 52° 15′ 7″ N, 10° 49′ 2″ O                       | Stadtkeller                                         | Zweigeschossiger verputzter langgestreckter Bau auf hohen Kellergewölbe unter Walm- bzw. Satteldächern in Ziegelpfannendeckung mit Dachgauben. In mehrere Flügel mit gestuften Dachhöhen unterteilt. Fassade klassizistisch schlicht, mit profiliert gefassten und massiven Fensterbänken. Rechtecksfenstern im EG, darüber geschosstrennendes Gurtgesims, im OG Rechtecksfenster mit Sohlbankgesims. Eingang auf der südlichen Giebelseite, davor Treppe mit repräsentativer Pfeilerstellung, Eingangsbereich durch Schriftzug über Konsolen hervorgehoben. In den OGs großer Saal sowie ehemalige Wirtschafts- und Fremdenzimmer. | 32650569 | BW             |
| Am Markt 2 52° 15′ 7″ N, 10° 49′ 3″ O                       | Rathaus                                             | Mehrflügeliges Gebäude auf U-förmigen Grundriss auf Kellersockel unter Mansardendächern in Krempziegeldeckung. Hauptgebäude vermutlich erste Hälfte des 19. Jh.: zweigeschossiger, teilunterkellerter Bau, mit massiven Sockelgeschoss und Fachwerk in den OG. Westliche Schaufassade mit repräsentativen Eingangsportal mit Pilastergliederung und Stadtwappen, Fenster im EG in stark profilierter Sandsteineinfassung, OG und Zwerchhaus in Schieferbehang mit Mustern. Übrige Wandflächen verputzt, im OG schlichte Fenstereinfassungen sowie z.T. verputztes Ziegelfachwerk, im DG Gauben. Nördlicher Flügel wohl aus dem 18. Jh. auf älterem Kernbau: im Grundriss leicht geknickt, Firsthöhe niedriger. Im EG zum Kirchplatz ältere Mauerteile und veränderte Wandöffnungen. OG in Fachwerk leicht vorkragend und überputzt. Hofseitiges Ziegelfachwerk im EG teilmassiv ersetzt. Fachwerkgefüge mit zweifeldigen Streben. Südlicher Flügel wohl zweite Hälfte 20. Jh.: ebenfalls mit niedrigerer Firsthöhe, Fachwerkgefüge mit dreifeldigen Streben, im Süden mit gestrichener Ausfachung. Im Sockel ein sorgfältig gerundeter Stein über der Gosse. | 32650586 |                |
| Am Markt 3 52° 15′ 6″ N, 10° 49′ 4″ O                       | Wohn-/ Geschäftshaus                                | Zweigeschossiger symmetrischer Bau auf Kalksteinkellersockel unter Satteldach in Hohlpfannendeckung. Markt- und Nordseite massiv und verputzt, die Schauseite im EG in Rustikaquaderung und mit schlichten profilierten Fenstereinfassungen, darüber ein geschosstrennendes Gesims. OG mit Sohlbankgesims und klassizistischen Fenstereinfassungen. Haupteingang mit repräsentative Formen. Rückwärtig Sichtfachwerk mit verputzter Ausfachung sowie ein großer Garten. Seit 1809 gehört das Gebäude zur benachbarten Ratsapotheke. | 32650603 | BW             |
| Am Markt 4 52° 15′ 5″ N, 10° 49′ 4″ O                       | Wohn-/ Geschäftshaus                                | Zweigeschossiger verputzter Bau mit Werksteineinfassungen auf Kellersockel unter Satteldach in Krempziegel- und Hohlpfannendeckung. Marktseitige Schaufassade mit breitem Mittelrisalit. Im EG Fenster mit Überdachungen in Dreiecksgiebelform, im OG mit Ohrungsprofil, die Gebäudeecken durch Scheinquaderung hervorgehoben. Mittelrisalit mit Haupteingang. Geschosstrennendes Gesims zum Zwerchhaus sowie Dreiecksgiebel. Rückwärtig Fachwerk mit verputzter Ausfachung, Gefüge mit zweifeldigen Streben und zweifachen Verriegelung. Zweigeschossiges Hinterhaus mit altem Braukeller: Fachwerkbau mit verputzter Ausfachung mit modernen Pultdach, älterer Teil von 1686 mit starker hofseitiger Vorkragung auf Balkenköpfen, im OG Fußbandreihe, sonst Fußstreben. Gebäude im 17. Jh. Ackerbürger- und Brauhaus, 1750-1751 Fürstliche Apotheke, seit 1771 im Besitz der Familie Kruckenberg. | 32650620 |                |
| Am Markt 5 52° 15′ 5″ N, 10° 49′ 4″ O                       | Wohn-/ Geschäftshaus                                | Dreigeschossiger, unterkellerter Fachwerkbau unter Satteldach mit brauner Flachziegeldeckung und Zwerchgiebel. Im Westen massives EG mit Ladeneinbauten, leicht vorkragendes OG in Schieferdeckung mit symmetrischen Mustern, abgeschlossen vom Zwerchgiebel. Rückwärtig verputztes Sichtfachwerk, teils massiv ersetzt. 1851 Posthalterei, nun Wohn-Geschäftshaus. | 32650637 | BW             |
| Am Markt 6 52° 15′ 5″ N, 10° 49′ 4″ O                       | Wohn-/ Geschäftshaus                                | Dreigeschossiger Bau unter Satteldach in Krempziegeldeckung. Marktseite und Giebelseiten massiv in Kalksteinmauerwerk mit profilierten Werksteineinfassungen. Im EG Ladeneinbauten, ansonsten Schieferverkleidung mit unterschiedlichen symmetrischen Mustern. Rückwärtig Fachwerk mit profiliertem Sichtgebälk mit Füllhölzern sowie einer Schwellinschrift mit der Datierung „1686“. Ausfachung in Ziegelsichtsetzung. Ehemals ein reiches Ackerbürger- und Brauhaus, oft Wohnsitz des Bürgermeisters oder Stadtkämmerers. | 32650654 | BW             |
| Am Markt 7 52° 15′ 4″ N, 10° 49′ 5″ O                       | Wohn-/ Geschäftshaus                                | Traufständiges breites Haus auf zwei Parzellen. Dreigeschossiger Bau unter Satteldach in Ziegelpfannendeckung. Marktseite massiv in Kalksteinmauerwerk gestaltet. EG mit Ladeneinbauten, OGs schlicht symmetrisch und stark durchfenstert, mit Werksteineinfassungen in Elmkalkstein. Giebelseiten wohl ebenfalls aus Kalksteinmauerwerk, Südgiebeldreieck in Fachwerk mit Schieferverkleidung. Rückwärtig Fachwerk mit verputzter Ausfachung. Mitte des 19. Jh. Braunutzung, seit 1880 zu großen Geschäftshaus vereinigt (Eisenwarenhandlung Otto Steinfeld). | 32650671 | BW             |
| Am Markt 8 52° 15′ 4″ N, 10° 49′ 5″ O                       | Wohn-/ Geschäftshaus                                | Dreigeschossiger dreiachsiger unterkellerter Bau unter Satteldach in Krempziegeldeckung. Verputzte Kalksteinfassade, Fassadenplastik des ausgehenden 19. Jh. aus Kalkstein. Lachsfarbene, mit heller gelb und naturweiß abgesetzter Farbgebung, Motive im Stil der Neorenaissance bunt gestaltet. Früher Brauhaus, Anfang des 19. Jh. Branntweinbrennerei. | 32650688 | BW             |
| Am Markt 9 52° 15′ 4″ N, 10° 49′ 5″ O                       | Wohnhaus                                            | Dreigeschossiger unterkellerter Massivbau unter Satteldach mit grauer Betondachsteindeckung. Symmetrische historistische Fassadengestaltung der Marktseite, mit schlanken Fenstererker im zweiten OG unter Pyramidendach mit Schieferdeckung sowie grauen Putzflächen. EG mit Ladeneinbau. 1780–1830 mit Ass.-Nr. 7, 1830–1890 mit Ass.-Nr. 9 vereinigt. | 32650705 | BW             |
| Am Markt 10 52° 15′ 3″ N, 10° 49′ 4″ O                      | Wohn-/ Geschäftshaus                                | Dreigeschossiger unterkellerter und im Grundriss unregelmäßiger Bau unter Halbwalmdach in Krempziegeldeckung. Massives und mehrfach verändertes EG mit steinernen Ecksäule und niedrigem Kellersockel aus Kalkstein, leicht vorkragende OGs im verputzen Fachwerk. Hauptbau von 1740. Westlicher Anbau als kleiner zweigeschossiger Bau unter Satteldach in Ziegelpfannendeckung, im OG in Fachwerk, 1721 erbaut. Südlicher Anbau als zweigeschossiger Fachwerkbau auf Natursteinsockel unter Satteldach, 1820 errichtet. Ehemaliges reiches Brau- und Ackerbürgerhaus, seit 1922 Bank. | 32650722 | BW             |
| Am Markt 11 52° 15′ 3″ N, 10° 49′ 3″ O                      | Wohn-/ Geschäftshaus                                | Traufständiges Fachwerkhaus. EG durch Ladeneinbau massiv verändert. Erhaltenes OG mit starker Vorkragung, Brüstungstafeln mit Fächerrosetten (zum Teil rekonstruierend auf Putz aufgemalt), Knaggen fehlen. Rückwärtig moderne Anbauten über die gesamte Hausbreite. Gebäude ist das älteste Bürgerhaus der Stadt und war 1761 eine Posthalterei. Von 1840 bis 1868 befand sich im Hintergebäude eine Stärkefabrik. | 32650739 | BW             |
| Am Markt 12 52° 15′ 4″ N, 10° 49′ 2″ O                      | Wohn-/ Geschäftshaus                                | Dreigeschossiger teilunterkellerter Bau mit Zwischengeschoss unter steilem Satteldach, links eine außenliegende Durchfahrt. Massives verputztes Erd- und ZG, dort Natursteineinfassungen der Fenster. Zweites Fachwerkobergeschoss leicht vorkragend über verbrettertem Gebälk, darüber ein ebenfalls vorkragender Ladeerker, flankiert von modernen Gauben. Rückwärtig großer langgestreckter Fachwerkbau unter steilem Satteldach in Krempziegeldeckung, Sockelbereich aus Duckstein, Fachwerkgefüge südlich verputzt, im Norden in Kalksteinmauerwerk und teils Lehmstakung. | 32650756 |                |
| Am Markt 13 52° 15′ 4″ N, 10° 49′ 2″ O                      | Wohn-/ Wirtschaftsgebäude                           | Dreigeschossiger schlichter Fachwerkbau unter Satteldach in Ziegelpfannendeckung. EG durch Ladeneinbau massiv verändert. OGs in Fachwerk mit gekuppelten Ständern sowie Streben in den äußeren Brüstungsgefachen und gestrichener Ziegelausfachung. Rückwärtiger Gebäudeflügel als zweigeschossiger, schmaler und langgestreckter Bau unter Pultdach, vollunterkellert. EG überwiegend in verputzten Kalksteinmauerwerk, stark vorkragendes OG in Fachwerk mit K-Streben und verputzter Ausfachung. Ehemaliges Brauhaus, im 18. Jh. auch Färberei. | 32650773 | BW             |
| Am Markt 14 52° 15′ 4″ N, 10° 49′ 2″ O                      | Brauhaus                                            | | 32650790 |                |
| Am Markt 15 52° 15′ 5″ N, 10° 49′ 2″ O                      | Wohn-/ Geschäftshaus                                | Dreigeschossiger unterkellerter Bau unter Satteldach in Ziegelpfannendeckung. Ost- und Nordseite massiv mit rotem Ziegelmauerwerk sowie Putzeinfassungen der Neorenaissance. Rückwärtiges Fachwerk mit verputzter Ausfachung, dort das zweite OG als Drempelgeschoss. Westgiebel im Behang von glasierten Falzziegeln mit Schieferumrandung. 1891 unter dem Kaufmann Helmig errichtet. | 32650807 | BW             |
| Am Markt 16 52° 15′ 5″ N, 10° 49′ 2″ O                      | Wohn-/ Geschäftshaus                                | Dreigeschossiger unterkellerter Bau auf niveauausgleichendem Kalksteinsockel unter moderner Dachaufstockung. Ost- und Südfassade verputzt mit Werksteineinfassungen, aufgemalte Laibungen im zweiten OG, im EG gusseiserne Säulen in Zwillingsfenstern. Geschosstrennende Gesimse sowie Dachgesims. Rückseite sehr schlicht und verputzt gestaltet. | 32650824 | BW             |
| Am Markt 17 52° 15′ 6″ N, 10° 49′ 2″ O                      | Wohn-/ Geschäftshaus                                | Zweigeschossiger unterkellerter Massivbau auf Natursteinsockel unter Satteldach in Ziegelpfannendeckung. EG mit Ladeneinbauten und Rustikaquaderung, im OG rotes Ziegelmauerwerk, Fassadenelemente aus Werkstein. Im Kniestockbereich niedrige Fenster, Nordgiebel und Nordseite verputzt und schlicht. | 32650841 | BW             |
| Am Markt 18 52° 15′ 6″ N, 10° 49′ 1″ O                      | Wohn-/ Geschäftshaus                                | Zweigeschossiger teilunterkellerter Hauptbau unter Satteldach, errichtet um 1800. Moderne Ladeneinbauten mit außenliegender Durchfahrt (früher mittig), im OG symmetrisches Fachwerk mit zweifeldigen entgegenlaufenden Streben und Putzausfachung. Straßenseitiges Zwerchhaus seitlich mit Schiefer verkleidet. Rückwärtig links holzverkleidet. Rückwärtiger Scheunenflügel von um 1901 großer, über die gesamte Grundstücksfläche reichender Bau unter Satteldach mit Krempziegeldeckung. Hofseitig im oberen Bereich Fachwerk mit Ziegelausfachung, sonst massiv in Ziegelmauerwerk. Ehemaliges Brau- und Ackerbürgerhaus, bis 1964 landwirtschaftlich genutzt. | 32650858 | BW             |
| Am Plan 1 52° 14′ 46″ N, 10° 48′ 58″ O                      | Wohnhaus                                            | Zweigeschossiger, traufständiger Fachwerkbau in Stockwerksbauweise auf niveauausgleichendem Kalkstein-Kellersockel unter Halbwalmdach in Krempziegeldeckung. Achsenmittiger Haupteingang mit klassizistischer Türfassung hinter Freitreppe. Symmetrischer Fachwerkabbund mit zweifeldigen Streben, gekuppelten Ständern sowie verputzter Ausfachung. Über Eingang Segmentgiebel mit sprossengeteiltem Halbkreisfenster. | 32650875 | BW             |
| Am Plan 2 52° 14′ 46″ N, 10° 48′ 54″ O                      | Verwaltungsgebäude                                  | Zweigeschossiger Natursteinbau aus Duckstein auf niveauausgleichendem Kellersockel unter Halbwalmdach in Hohlpfannendeckung. Eckverquaderung, Sohlbankgesims im OG, Segmentbogenfenster in Sandsteineinfassungen. Nachträglicher Anbau im Süden. | 32650897 | BW             |
| Am Plan 2 52° 14′ 46″ N, 10° 48′ 54″ O                      | Bach                                                | Bachverlauf der Lutter nördlich des Verwaltungsgebäudes. | 32693115 | BW             |
| Am Plan 2a 52° 14′ 47″ N, 10° 48′ 54″ O                     | Wohnhaus                                            | | 32650917 | BW             |
| Am Plan 5 52° 14′ 44″ N, 10° 48′ 57″ O                      | Wohnhaus                                            | Zweigeschossiger Fachwerkbau auf Naturstein-Kellersockel und unter steilem Satteldach. Fachwerkgefüge mit straßenseitig vorkragendem OG über profiliertem Gebälk mit angedeuteten Schiffskehlen, im Brüstungsbereich des OG Fußstrebenpaare. Verputzte Ausfachung, zweiflügelige Haustür aus der zweiten Hälfte des 19. Jh. Haupthaus einer Hofanlage. Inschriften im Torsturz links mit der Datierung 1717 sowie im Schwellriegel mit der Datierung 1676. | 32650937 | BW             |
| Am Plan 7, 8 52° 14′ 44″ N, 10° 48′ 57″ O                   | Doppelhaus                                          | Zweigeschossiger, traufständiger Fachwerkbau auf Natursteinsockel unter Satteldach. Längsgestreckter Eckbau mit zwei Wohneinheiten. Schlichtes Fachwerkgefüge mit zweifeldigen Streben und verputzter Ausfachung, Nr. 7 mit einem kleinen Zwerchhaus im Osten, Versprung im Sockel und der Grundschwelle zwischen Nr. 7 und Nr. 8. | 32650974 | BW             |
| An der Stadtkirche 1 52° 15′ 8″ N, 10° 49′ 2″ O             | Wohnhaus                                            | Traufständig in der Nordwestecke des Kirchplatzes stark eingebauter, zweigeschossiger Fachwerkbau unter Mansarddach in Krempziegeldeckung. Sichtbare Südseite auf kleinem Sockel, zweifeldige Fußstreben in den Eckfeldern sowie Fußband im OG, verputzte Ausfachungen, ältere Haustür in klassizistischer Einfassung. Ehemaliges Kantorenhaus. | 32651078 | BW             |
| An der Stadtkirche 2 52° 15′ 9″ N, 10° 49′ 3″ O             | Pfarrwitwenhaus                                     | Zweigeschossiges traufständiges und unterkellertes Haus aus verputztem Natursteinmauerwerk unter Satteldach in Ziegelpfannendeckung. Fassade zum Kirchenplatz mit risalitartig vortretender Mittelachse, gekuppelte Fenster mit Natursteineinfassungen sowie bis an die östliche Giebelseite durchgehenden Sohlbankgesimsen. Zum Norden niedrigerer Wohnhausanbau der zweiten Hälfte 19. Jh. in Fachwerk unter Satteldach, OGs jeweils mit Ziegelpfannen verblendet. Westlich ein durch Mauern abgegrenzter kleiner Hof. | 32651112 | BW             |
| An der Stadtkirche 3 52° 15′ 10″ N, 10° 49′ 3″ O            | Schule                                              | Zweigeschossiger Fachwerkbau, teilweise auf der Stadtmauer (Elmkalkstein) errichtet, unter Satteldach. Auf Südlichen Traufseite Fachwerk mit Quereingang. Fachwerkgefüge mit verputzter Ausfachung mit leicht gebogenen Fußstreben im EG, OG leicht vorkragend über profiliertem Gebälk, im Schwellriegel mit Schiffskehlen sowie einer mit Gold ausgemalten Inschrift. In Brüstungsgefachen des OG durchgehend Fußstrebenpaare, Dachbalken auf schlichten Knaggen stärker vorkragend. Auf Nordseite gesamte EG in Stadtmauer aus Elmkalkstein mit Widerlagern. OG bündig im verputztem Fachwerk mit Fußstreben, jedoch schlichter. Östlich ein durch Aufstockung eines älteren Nebengebäudes entstandener dreigeschossiger Fachwerk-Wohnhausanbau. 1657 errichtetes Gebäude, mit inschriftlich festgehaltenen Namen der Kämmerer und Bürgermeister, gehört zu den ältesten Gebäuden der Stadt. | 32651146 | BW             |
| An der Stadtkirche 4 52° 15′ 9″ N, 10° 49′ 5″ O             | Schule                                              | Freistehender zweigeschossiger Natursteinbau (Elmkalk) auf niveauausgleichendem Sockel unter Satteldach in Ziegelpfannendeckung, teils auf den Resten der Stadtmauer errichtet. Symmetrische Fassadengliederung mit breiten Segmentbogenfenstern und Lisenen mit Naturstein-Fensterbänken sowie Kalkstein-Überfangbögen, am Westgiebel Blendfenster, nördliche Traufseite mit zwei markant gestalteten Risaliten. Über den Eingangstüren hinter Freitreppen zwei Inschriftenplatten mit Sinnsprüchen, auf der Nordseite Säule im Erdgeschossfenster mit der Datierung „1861“ im Kapitell. | 32650022 | BW             |
| An der Stadtkirche 5 52° 15′ 8″ N, 10° 49′ 3″ O             | St. Sebastian und St. Fabian                        | Zweijochige dreischiffige Hallenkirche (Mitte 13. Jh.) aus Kalkstein-Bruchsteinmauerwerk mit zweijochigen eingezogenem Rechteckschor und quadratischem Westturm (12. Jh.), und an Nordseite des Chores mit zweijochiger Sakristei. Gebäudeecken durch Werksteinquaderung im Lang-Kurz-Verband hervorgehoben, Seitenschiffe mit zweibahnigen Spitzbogen-Maßwerk, Ostchor mit gestuften Lanzettfenstern sowie Rundbogen im Giebelfeld. Eingänge im Norden und Süden durch reich gestaltete Portale, an Außenfassade eingelassene Grabepitaphien verschiedener Zeitschichten. Westturm auf quadratischen Grundriss mit steilem Sockel attischer Form, im UG Lichtfenster und niedrige Rundbogenöffnungen. In den OGs Rundbogenöffnungen mit gekuppelten, von Säulen mit Würfelkapitell getrennten Rundbogenfenstern. Unten ausgekehlte schiefergedecktes Bohlendach mit Laterne. | 32650056 |                |
| An der Stadtkirche 6 52° 15′ 7″ N, 10° 49′ 5″ O             | Pfarrhaus                                           | Zweigeschossiger, queraufgeschlossener langgestreckter Fachwerkbau auf Kellersockel aus Kalksteinquadern unter Satteldach in Ziegelpfannendeckung. Achsenmittiger Haupteingang hinter Freitreppe, Tür in klassizistischer Einfassung, darüber kleiner profilierter Zwerchgiebel. Symmetrisches Fachwerkgefüge mit zweifeldigen, entgegenlaufenden Streben sowie verputzter Ausfachung. | 32650075 | BW             |
| An der Stadtkirche 6 52° 15′ 7″ N, 10° 49′ 6″ O             | Mauer                                               | Kalksteinbruchsteinmauer mit Eckquaderung und Abdeckplatten auf den Mauerkronen, Verlauf südlich und östlich des Pfarrhofes. | 32650092 | BW             |
| Bahnhofsplatz 1 52° 15′ 25″ N, 10° 48′ 44″ O                | Empfangsgebäude, Bahnhof Königslutter               | Zwei–/ dreigeschossiger Bau aus Elmkalkstein mit dominierenden Mittelrisalit, unter Walmdach in Ziegelpfannendeckung. Im EG Segmentbogenfenster, im OG Rechtecksfenster, an den Seitenflügeln Konsolfries an Traufe. Überhöhter Mittelrisalit mit gekuppelten Fenstern, Blendmaßwerk, turmartigen Fialen sowie Dachhäuschen im Stile der Neogotik, an den Fächern der Seitenflügel ebenfalls turmartige Fialen. | 32650142 |                |
| Bahnhofsplatz 1 52° 15′ 26″ N, 10° 48′ 43″ O                | Dienstgebäude, Bahnhof Königslutter                 | Eingeschossiger Kalksteinbau mit neogotischen Formen auf H-förmigen Grundriss mit zweigeschossigem westlichem Anbau, ehemals Wasserbehälter der Wasserstation. Gebäudeflügel unter Satteldächern, der Ostflügel mit turmartigen Dachreiter. | 32650125 |                |
| Bahnhofsplatz 1 52° 15′ 27″ N, 10° 48′ 45″ O                | Güterschuppen, Bahnhof Königslutter                 | | 32650159 | BW             |
| Bahnhofstraße 1 52° 15′ 7″ N, 10° 49′ 1″ O                  | „Alte Kaiserschänke“                                | Zweigeschossiger Massivbau auf Kellersockel unter ziegelgedecktem Satteldach. Achsenmittige Durchfahrt mit Portal, dort inschriftliche Datierung auf „1717“, dieses wie auch die übrigen Werksteingliederungen aus Kalkstein. Straßenseitige Fassade verputzt, rückwärtig im EG im schlichten Kalksteinmauerwerk, OG im verputzten Fachwerk. Im Durchfahrtsbereich nach Süden eine verputzte Wand mit Kellerzugang sowie zwei Treppenaufgängen zum EG und OG. Haupthaus des ehemaligen Gasthofes. | 32650176 | BW             |
| Bahnhofstraße 12 / 12a 52° 15′ 12″ N, 10° 48′ 55″ O         | Eisenmühle                                          | | 32650193 | BW             |
| Bahnhofstraße 29 52° 15′ 16″ N, 10° 48′ 56″ O               | Speicher der ehem. Aktienzuckerfabrik               | Dreigeschossiger, traufständiger Kalkstein-Bruchsteinbau auf Werksteinsockel unter zur Südseite abgewalmten Satteldach. Proportionierte Durchfensterung durch Segmentbogenfenster mit Natursteinfensterbänken, Gebäudeecken durch Eckquaderung hervorgehoben. An Fassade verteilte Zieranker. | 32650228 | BW             |
| Bahnhofstraße 33 52° 15′ 11″ N, 10° 48′ 59″ O               | Wohnhaus                                            | Zweigeschossiger, symmetrischer neunachsiger Bau auf Naturstein-Kellersockel unter Satteldach mit roter Hohlpfannendeckung und ausgebauten Drempelgeschoss. Aufwendige und massive Straßenfassade, gegliedert durch zweiachsige Seitenrisalite unter Satteldach mit Eckverquaderungen. Verputztes EG mit mittigen Durchfahrttor, Fenster in Rundbögen, Protomenkonsolen aus Stuck als Schlusssteine über den Öffnungen. OG mit Ziegelsichtmauerwerk mit putzgefassten Rechtecksfenstern, überdacht und teilweise gekuppelt. Diverse Zierelemente in Stuck und Werkstein. Rückwärtige Fassade sehr schlicht in Sichtfachwerk mit verputzter Ausfachung und dreifeldigen Streben. Hier außenliegende Kellereingänge. | 32650247 | BW             |
| Bahnhofstraße 35 52° 15′ 9″ N, 10° 49′ 1″ O                 | Wohnhaus                                            | Dreigeschossiger, elfachsiger Bau auf hohem Kellersockel unter Satteldach in Krempziegeldeckung. Massive verputzte Außenwände, im EG und an Gebäudeecken durch Scheinquadermauerwerk hervorgehoben, zwei dicht beieinander liegende Hauseingänge. OGs mit Rechtecksfenstern in profilierter Putzeinfassung und Sohlbankgesimsen, im ersten OG zusätzlich klassizistisch überdacht. Rückwärtig in Sichtfachwerk mit Ziegelausfachung mit integrierten älteren Mauerwerk aus Elmkalkstein. | 32650267 | BW             |
| Braunschweiger Straße 34 52° 15′ 11″ N, 10° 48′ 41″ O       | Wohnhaus                                            | | 32650341 | BW             |
| Braunschweiger Straße 34a 52° 15′ 11″ N, 10° 48′ 42″ O      | Wohnhaus; Herberge zur Heimat                       | | 32650358 | BW             |
| Braunschweiger Straße 34a 52° 15′ 11″ N, 10° 48′ 41″ O      | Nebengebäude; Herberge zur Heimat                   | Rückwärtiges eingeschossiges Stallgebäude aus Kalksteinmauerwerk unter Satteldach in Ziegelpfannendeckung, westliche Giebelseite in Ziegelmauerwerk. | 32691772 | BW             |
| Breite Straße 3 52° 14′ 52″ N, 10° 49′ 0″ O                 | Wohnhaus                                            | Zweigeschossiger und traufständiger Fachwerkbau auf Kellersockel unter Satteldach in Ziegelpfannendeckung. Mittiger Hauseingang sowie achsensymmetrisches Fachwerkgefüge mit gekuppelten Ständer, Aussteifung über zweifeldige Streben, verputzte Ausfachung. | 32651180 | BW             |
| Breite Straße 4 52° 14′ 52″ N, 10° 49′ 1″ O                 | Wohn-/ Wirtschaftsgebäude                           | Zweigeschossiger, traufständiger und langgezogener Fachwerkbau auf Kellersockel unter Satteldach in Krempziegeldeckung. EG straßenseitig teils mit Zyklopenmauerwerksimitation, an der Westecke massive Torpfeiler, auf der Südseite zwei separate Eingänge zum Wohn- und zum Wirtschaftsteil, Fachwerkgefüge mit zweifeldigen Streben und verputzter Ausfachung. Freistehende westliche Giebelseite mit Krempziegelbehang verblendet, rückwärtig Sichtfachwerk mit Bruchsteinausfachung. | 32651197 | BW             |
| Breite Straße 20 52° 14′ 51″ N, 10° 48′ 57″ O               | Wohnhaus                                            | Traufständiger zweigeschossiger Fachwerkbau auf Sockel unter Krüppelwalmdach in Ziegelpfannendeckung. Mittiger Eingang über Treppe mit Hochpodest, achsensymmetrisches Fachwerkgefüge mit zweifeldigen Streben und verputzter Ausfachung. Östlich schließt Fachwerk-Torhaus als Durchfahrt zum Innenhof an. | 32651246 | BW             |
| Driebe 10 52° 14′ 50″ N, 10° 49′ 13″ O                      | Wohnhaus                                            | Traufständiges, im Hofgefüge leicht zurückgesetzter Fachwerkbau auf Natursteinsockel unter Halbwalmdach. Symmetrisches Eichenfachwerk mit gekuppelten Ständern und verputzter Ausfachung mit zweifeldigen Fußstreben. Achsenmittiger nördlicher Haupteingang, darüber Relieftafel mit Datierung „1819“. | 32651265 | BW             |
| Gänsemarkt 1 52° 14′ 58″ N, 10° 49′ 5″ O                    | Wohnhaus                                            | Zweigeschossiger Fachwerkbau auf hohem Kalksteinsockel unter Halbwalmdach in Hohlpfannendeckung. EG im östlichen Gebäudeteil von 1573 massiv erneuert mit Ladeneinbau, vorkragendes OG über in Flechtband gestalteter Schwelle, Brüstungsfelder mit Fächerrosetten. Dachüberstand auf profilierten Holzkonsolen, im mittigen Gefach ehemals Ladeerker, östlichstes Gefach mit erhaltenem Vorhangbogen. Westliche Erweiterung von 1669 mit stark vorkragendem OG auf verzierten Konsolen, Brüstungsfelder mit Fußstrebenpaaren. Schwelle mit Inschrift sowie Tau-Perl-Schnur und dünnem Viertelstab unten geriefelt. Alte Füllhölzer erhalten, EG verändert. Rückwärtig schlichter gestaltetes Fachwerk mit verputzter Ausfachung, teils mit Fußbändern und dreifeldigen Streben. | 32651630 | BW             |
| Gänsemarkt 4 52° 14′ 58″ N, 10° 49′ 3″ O                    | Wohnhaus                                            | Zweigeschossiges, traufständiges Fachwerkhaus auf niveauausgleichendem Kalksteinsockel unter Satteldach in Ziegelpfannendeckung. Am Südgiebel im EG ursprünglich Toreinfahrt. An rückwärtiger Seite Queranbau. Mittiger Haupteingang sowie Zwerchgiebel, symmetrischer Fachwerkabbund mit zweifeldigen Streben und verputzten Ausfachungen, straßenseitig durch Bordüren hervorgehoben. | 32651650 | BW             |
| Gänsemarkt 6 52° 14′ 59″ N, 10° 49′ 3″ O                    | Brauhaus                                            | Zweigeschossiger Fachwerkbau auf Kalksteinsockel unter Satteldach in Krempziegeldeckung. Großer Duckstein-Gewölbekeller, straßenseitig außermittiges Zwerchhaus über Toreinfahrt. Toreinfahrt mit Torbalkeninschriften. Vorkragendes OG über geschnitztem Gebälk mit Schiffskehlen mit Zahnschnitt-(Eierstab-) Ornamentik, Füllhölzern mit Längsprofilierung, schwach profilierten Balkenköpfen und Schiffskehlen mit Doppelkerbungen an der Sparrenschwelle. Fachwerkgefüge mit Andreaskreuzen in den OGs, mit Fußstrebenpaaren in den Brüstungsgefachen, verputzte Ausfachung. Südgiebel mit Schieferbehang, Südwestecke um 1900 massiv erneuert und zum Ladengeschäft umgebaut. | 32651705 | BW             |
| Gartenweg 1 52° 15′ 19″ N, 10° 49′ 26″ O                    | Mühlengebäude                                       | Zweigeschossiger Massivbau aus Kalkstein–/Ducksteinmauerwerk auf hohem niveauausgleichendem Kellersockel unter Krüppelwalmdach in Ziegelpfannendeckung. Eckquaderungen im Lang-Kurz-Verband, Fenster mit Werksteinfensterbänken, tw. mit Werksteineinfassungen, manche Fenster später zugesetzt. Giebelfelder sind mit Ziegelpfannenbehang. Wasserrad kann in Betrieb genommen werden. Ehemaliger Mahl- und Mühlenbetrieb im Duckstein-Kellergewölbe noch erkennbar. | 32651725 | BW             |
| Gartenweg 1 52° 15′ 18″ N, 10° 49′ 27″ O                    | Scheune                                             | Eingeschossiger Massivbau aus Ducksteinmauerwerk unter Satteldach in Krempziegeldeckung. Südlich außermittige Längsdurchfahrt vom Anfang 19. Jh. Dach zur südöstlichen Seite stärker abgeschleppt (ehemalige Stallung), nordwestliche Traufhälfte mit Dachüberstand auf Kopfbändern. | 32651743 | BW             |
| Gartenweg 1 52° 15′ 18″ N, 10° 49′ 25″ O                    | Mauer                                               | Nördliche straßenseitige, aus Duckstein errichtete Mauereinfriedung des Mühlenhofes. | 32651760 | BW             |
| Gartenweg 1 52° 15′ 18″ N, 10° 49′ 23″ O                    | Mühlenbach                                          | Bachverlauf der Lutter unmittelbar nördlich des Wassermühle. | 32694135 | BW             |
| Kattreppeln 1 52° 14′ 57″ N, 10° 49′ 3″ O                   | Wohn-/ Wirtschaftsgebäude                           | Zweigeschossiges Fachwerkbau auf Werkstein-Kellersockel unter Satteldach mit Aufschieblingen in Krempziegeldeckung. Symmetrisches Fachwerkgefüge mit gekuppelten Ständern und K-Streben, Ausfachung in Ziegelsichtsetzung. Auf nördlicher Traufseite leicht außermittige Tordurchfahrt. Innen ein über die Diele mit Eichentreppe zugänglicher großer Gewölbekeller. Massiver Nebenflügel von 1904 schließt südöstlich des Nordflügels giebelständig an. Zweigeschossiger Backsteinbau auf Kalksteinsockel unter Satteldach in Krempziegeldeckung, die Fassadenöffnungen unter Segmentbogenstürzen. Als letztes Brauhaus der Stadt Königslutter erbaut, bis 1810 im Familienbesitz, ab 1770 Zinngießerei. | 32651947 | BW             |
| Kattreppeln 1 52° 14′ 56″ N, 10° 49′ 4″ O                   | Einfriedung                                         | Alte Einfriedung aus Ducksteinmauerwerk entlang des Gassenverlaufes Sack. | 32692719 | BW             |
| Kattreppeln 3 52° 14′ 56″ N, 10° 49′ 2″ O                   | Wohnhaus                                            | Zweigeschossiger traufständiger Fachwerkbau auf niveauausgleichendem Sockel unter Satteldach in Ziegelpfannendeckung. Fachwerkgefüge mit gekuppelten Ständern, im EG seitlicher Eingang mit klassisch gefasster Haustür und Ladenfenster. Leicht vorkragendes OG über mit Profilgesims verblendeten Gebälk. | 32651965 | BW             |
| Kattreppeln 9 52° 14′ 55″ N, 10° 49′ 0″ O                   | Wohnhaus                                            | Zweigeschossiges, traufständiges Fachwerkhaus auf niveauausgleichendem Sockel unter Satteldach. Im EG späterer Ladeneinbau und ein Schaufensterladen, südlich der Haupteingang, nördlich hohe Tordurchfahrt. OG mit Wohnräumen. Symmetrisches Fachwerkgefüge mit im EG zweifeldigen, im OG zweieinhalbfeldigen Streben, Ausfachung verputzt. | 32652003 | BW             |
| Kattreppeln 10 52° 14′ 54″ N, 10° 49′ 0″ O                  | Wohnhaus                                            | Zweigeschossiges, traufständiges Fachwerkhaus auf niveauausgleichendem Kellersockel unter Satteldach. Im EG außermittiger Haupteingang hinter Freitreppe. Galgenfenster mit profilierter Überdachung, ehemalige Tordurchfahrt massiv zu Wohnzwecken ausgebaut. Gebälk verblendet, Fachwerkgefüge mit zweifeldigen Streben und verputzter Ausfachung. Nach Brandkataster 1823 errichtet, 1834 bzw. 1878 Zusammenschluss mit Kattreppeln 9 und Um-/ Neubau mit gemeinsamen Hofgrundriss. Südlich anschließende große massive Tordurchfahrt, südlich an die ehemalige Stadtmauer angebaut, errichtet 1845. | 32652020 | BW             |
| Kattreppeln 11 52° 14′ 54″ N, 10° 48′ 59″ O                 | Wohnhaus                                            | Zweigeschossiges traufständiges verputzter Fachwerk–/ Kalksteinbau auf niveauausgleichendem Sockel unter Satteldach mit Aufschieblingen. Außermittiger Hauseingang hinter Freitreppe mit darüber platziertem Wappenkartusche mit der Datierung „1724“. Werksteineinfassungen der Fenster, zum nordöstlichen Gebäudeteil gekuppelte Fenster im EG. Fassadengliederungen durch Putz-Eckquaderungen und ein breites Gurtgesims. Rückwärtiges EG in Duckstein, OG in Fachwerk. Ursprüngliches Handwerkerhaus (Steinmetze). | 32652037 | BW             |
| Kattreppeln 12 52° 14′ 53″ N, 10° 48′ 59″ O                 | Wohnhaus                                            | Zweigeschossiger traufständiger Bau auf Werksteinsockel unter Satteldach in sehr flacher Krempziegeldeckung. EG massiv und verputzt mit prächtigen mittigen Werksteinportal, daneben Oculus, die übrigen Rechtecksfenster mit Kalksteineinfassungen, die Ecken durch Lisenen hervorgehoben. Leicht vorkragendes OG mit Betonfaserplattenbehang. Rückwärtig Fachwerk mit verputzten Gefachen. Ursprünglich Handwerkerhaus (Steinmetz). | 32652054 | BW             |
| Kattreppeln 13 / 14 52° 14′ 53″ N, 10° 48′ 58″ O            | Wohnhaus                                            | Dreigeschossiger und traufständiger Massivbau auf niveauausgleichendem Keller-Kalksteinsockel unter Satteldach. Nördliche Tordurchfahrt und südlicher Hauptzugang, Fassade dort mit Natursteinquadermauerwerk. Geschosstrennendes Sohlbankgesims, in den OG eine verputzte Fassade, Fenster mit profilierten Einfassung, im ersten OG mit Überdachungen. Traufe mit einem Konsolgesims. | 32652071 | BW             |
| Kattreppeln 15 52° 14′ 52″ N, 10° 48′ 57″ O                 | Wohnhaus                                            | Zweigeschossiges und traufständiges Wohnhaus auf hohem Sockel unter einseitig abgewalmten Satteldach in Krempziegeldeckung. Leicht außermittiger Haupteingang hinter einläufigen Treppe mit Hochpodest. EG verputzt und massiv ersetzt, OG in Schieferbehang nach altdeutscher Deckung mit Ziersetzung in den Randbereichen. Südgiebel und rückwärtiges OG in Fachwerk mit verputzten Gefachen, zum Teil mit erkennbarer Lehmstakung. Ehemaliges Handwerkerhaus. | 32652105 | BW             |
| Kattreppeln 16 52° 14′ 52″ N, 10° 48′ 57″ O                 | Wohn-/ Geschäftshaus                                | Zweigeschossiger Massivbau aus Duckstein-Mauerwerk auf niveauausgleichendem Werkstein-Kellersockel unter Walmdach in Ziegelpfannendeckung. Nordwestlicher Hauptzugang über Freitreppe und Rundbogenportal, Fenster im EG in Rundbögen und teils gekuppelt, an abgerundeter Südwestecke Ladeneingang, flankiert von Schaufensterläden. Geschosstrennendes Gurtgesims, Rechtecksfenster im OG von Sohlbankgesims durchzogen, an Nordwestfassade mittiges Zwerchhaus. Straßenseitige Fassadenöffnungen und Gesimse durch Kalkstein-Werksteinelemente gefasst. | 32652122 | BW             |
| Kattreppeln 17 52° 14′ 52″ N, 10° 48′ 56″ O                 | Wohnhaus                                            | Zweigeschossiger, längsaufgeschlossener Kalksteinbau auf L-förmigen Grundriss unter Walmdach/Satteldächern in Ziegelpfannendeckung. Achsenmittiger südlicher Haupteingang hinter Vorgarten, werksteingefasste Fenster unter Segmentbogenstürzen, im EG Brüstungsfelder sowie Klappläden, im OG mit durchgehenden Sohlbankgesims. Im Traufbereich Rundbogenfries, rückwärtige Seiten deutlich schlichter. An Ostseite hölzerner Balkonerker, darunter in Nischen eingestellte verschiedene Objekte der Steinmetzkunst. Rückwärtig schließt ein Anbau an Wohnhaus von um 1900 an. | 32652139 | BW             |
| Kattreppeln 24 52° 14′ 55″ N, 10° 48′ 59″ O                 | Wohn-/ Geschäftshaus                                | Zweigeschossiger kleiner Fachwerkbau unter Walmdach mit Aufschieblingen in Ziegelpfannendeckung. Verputztes EG mit Ladeneinbau und außermittigen Hauptzugang, leicht vorkragendes Fachwerk-OG mit geriefelten Balkenenden sowie in Schiffskehlen gefasten Schwelle. In den Brüstungsgefachen Fußstrebenpaare, Ausfachung verputzt. Rückseite in Ducksteinmauerwerk. Von 1761 bis zum Ersten Weltkrieg als städtisches Nachtwächterhaus nachgewiesen, dann städtisches Wohnhaus. | 32652191 | BW             |
| Kattreppeln 25 52° 14′ 55″ N, 10° 48′ 59″ O                 | Wohn-/ Geschäftshaus                                | Zweigeschossiger traufständiger Fachwerkbau auf niveauausgleichendem Kalkstein-Kellersockel unter Satteldach. EG mit gefasster Eingangstür, gekuppelte und profiliert gefasste Fenster auf nordöstlicher Gebäudeseite, im östlichen Gefach ein Fußstrebenpaar. Vorkragendes OG über verblendeten Gebälk, dort Fußstrebenpaare, Ausfachung verputzt. | 32652225 | BW             |
| Kattreppeln 26 52° 14′ 55″ N, 10° 48′ 59″ O                 | Wohnhaus                                            | Zweigeschossiges Fachwerkhaus auf niveauausgleichendem Kellersockel unter Satteldach mit Aufschieblingen in Krempziegeldeckung. EG auf der östlichen Gebäudeseite massiv verändert, ursprünglich wohl Toreinfahrt. Ständerfachwerk in den ersten beiden Geschossen, oben ein leicht vorkragendes breites Zwerchhaus über verblendeten Gebälk, Oberes Giebeldreieck über profiliertem Gebälk. Fachwerkgefüge mit vereinzelten Fußstreben sowie einer verputzten Ausfachung. Laut Brandkasse 1850 unter dem Schneidermeister Seidler errichtet. | 32652259 | BW             |
| Kattreppeln 27 52° 14′ 55″ N, 10° 48′ 59″ O                 | Wohnhaus                                            | Zweigeschossiger und traufständiger Fachwerkbau auf niveauausgleichendem Kalksteinsockel unter Satteldach mit Aufschieblingen in Ziegelpfannendeckung. Fassadenverblendung im Mauerwerksimitat, breites straßenseitiges Zwerchhaus. Laut Brandkasse 1850 unter dem Schneidermeister Seidler errichtet. | 32652276 | BW             |
| Lindenstraße 5 52° 15′ 14″ N, 10° 48′ 48″ O                 | Wohnhaus                                            | Eingeschossiges Haus auf Kellersockel unter abgewinkeltem Satteldach auf Drempelgeschoss. Polygonal abgeknickte, achsensymmetrisch gestaltete Hauptfassade. Putzeinfassungen im Stile der Neorenaissance: ädikulaartig gefasste Fenster mit ornamentierten Giebelfeldern, Gebäudeecken durch Rustizierungen hervorgehoben. Südlich und östlich vortretende Risalite, von Zwerchhäusern abgeschlossen. In Brüstungsfeldern und Zwischenfeldern im Drempelgeschoss eingelassene Reliefplatten. Rückwärtige Fassaden schlichter. | 32652326 | BW             |
| Lindenstraße 6 52° 15′ 16″ N, 10° 48′ 47″ O                 | Wohnhaus                                            | Zweigeschossiger, traufständiger verputzter Massivbau auf Kalksteinsockel unter Satteldach auf Drempel. Straßenseitig leicht vortretender Mittelrisalit mit Altanvorbau und Windfang sowie oberen Abschluss mit Frontispiz. Reiche Fassadengliederungen und Einfassungen der Fenster im Stile der Neorenaissance. | 32652346 | BW             |
| Lindenstraße 11 52° 15′ 21″ N, 10° 48′ 45″ O                | Wohnhaus                                            | Eingeschossiger Ziegelbau auf Kalksteinsockel unter Satteldach in Ziegelpfannendeckung. Straßenseitiger Mittelrisalit mit Söller, vom Zwerchgiebel abgeschlossen. Fassadengliederungen im Stile der Neorenaissance. Rückwärtiger Eingang über Terrasse. | 32648885 | BW             |
| Lutterspring 52° 14′ 9″ N, 10° 48′ 28″ O                    | Abt Fabricius Quelle; Lutterquelle                  | Hauptquelle der Lutter in Form einer Sturzquelle. Einfassung im barocken Stil aus Elmkalksteinmauerwerk. Am Mauerwerk zwischen Pilastern Relief mit mythologischen Flussgottheit sowie dem inschriftlich gefassten Namen des Herzog Anton Ulrich von Braunschweig-Wolfenbüttel sowie dem lateinischen Sinnspruch „Ex fonte bibens fontem corona“ („Kröne die Quelle, indem du aus der Quelle trinkst“). | 32652431 | BW             |
| Lutterspring 52° 14′ 9″ N, 10° 48′ 30″ O                    | Waldgasthaus Lutterspring                           | Zweigeschossiger, traufständiger Ziegelbau auf Naturstein-Werksteinsockel unter Satteldach in Ziegelpfannendeckung. EG mit einem mittigen Eingang, Fenster unter Segmentbogenstürzen. OG in Zierfachwerk über profilierten Balkenköpfen, mittiger Balkon in Zierfachwerk. Westlicher Anbau in Zierfachwerk von um 1900 mit großen Sprossenfenstern als Ball– & Konzertsaal. | 32652391 |                |
| Lutterstraße 7 52° 14′ 57″ N, 10° 49′ 11″ O                 | Wohnhaus                                            | Zweigeschossiges, traufständiges Fachwerkbau unter Satteldach mit Aufschieblingen. Straßenseitig im EG Ladeneinbau aus dem 19. Jh., darüber Fachwerk in Stockwerkszimmerung, Fußstreben sowie verputzte Ausfachungen. Rückwärtige Fassade in Geschosszimmerung. | 32652809 | BW             |
| Lutterstraße 8 52° 14′ 57″ N, 10° 49′ 11″ O                 | Wohnhaus                                            | Zweigeschossiger, traufständiger Fachwerkbau auf niveauausgleichendem Kalkstein-Kellersockel unter Satteldach in roter Hohlpfannendeckung. Achsensymmetrische Fassade mit mittiger Eingangstür, Fachwerkgefüge mit zweifeldigen Streben, Putzausfachung leicht vorstehend. | 32652826 | BW             |
| Lutterstraße 11 52° 14′ 57″ N, 10° 49′ 9″ O                 | Wohnhaus                                            | | 32652859 | BW             |
| Lutterstraße 11 52° 14′ 57″ N, 10° 49′ 9″ O                 | Anbauten                                            | | 32693242 | BW             |
| Lutterstraße 12 52° 14′ 57″ N, 10° 49′ 9″ O                 | Mühlengebäude; Herrenmühle Königslutter             | Dreigeschossiger Kalksteinbau unter Walmdach in Krempziegeldeckung. Verputzte Hauptfassade, dort über dem Haupteingang bekrönte Kartusche mit Namenszug des Herzogs August Wilhelm und Datierung „1728“. Eckquaderung sowie die Einfassung der Tür- und Fenstergewände in Kalkstein. | 32652879 | BW             |
| Lutterstraße 12 52° 14′ 56″ N, 10° 49′ 9″ O                 | Aquädukt; Herrenmühle Königslutter                  | Südöstlich gelegenes Aquädukt aus Kalksteinmauerwerk zur Führung des Wasserlaufes der Lutter zum Mühlenbetrieb. Wassertrasse auf Rundbögen, über dem Gesims Brüstungsplatten mit zwischenliegenden Versteifungen. | 32652899 | BW             |
| Lutterstraße 12 52° 14′ 55″ N, 10° 49′ 10″ O                | Mühlenbach; Herrenmühle Königslutter                | Lutterbett wurde 1631 höher gelegt. Die Lutter endet in einem Wasserfall, dann fließt es offen weiter bis zur nördlichen Grundstücksgrenze. | 32693133 | BW             |
| Lutterstraße 16 52° 14′ 58″ N, 10° 49′ 6″ O                 | Gasthaus „Zur Traube“                               | Zweigeschossiger, traufständiger Bau auf unregelmäßigen Grundriss und hohem Sockel unter Walmdach in Krempziegeldeckung. Straßenseiten verputzt, EG vermutlich massiv, OG in Fachwerk, Fenster durch Ohrungen auf Putz hervorgehoben. Rückseite in Fachwerk mit verputzter Ausfachung und Fußbändern. Südlicher, leicht versetzter Anbau als zweigeschossiger Fachwerkflügel unter hohlpfannengedecktem Walmdach. Ebenfalls unregelmäßiger Grundriss, EG in Kalksteinmauerwerk, das OG in Fachwerk mit verputzter Ausfachung und giebelseitigen Ziegelbehang. Fachwerkgefüge mit gekuppelten Ständern, K-Streben und verputzter Ausfachung. | 32652918 | BW             |
| Marktstraße 1 52° 15′ 3″ N, 10° 49′ 5″ O                    | Wohn-/ Geschäftshaus                                | Zweigeschossiger Kalksteinbau auf Kellersockel unter Satteldach in Krempziegeldeckung. Mittiges Rundbogentor mit holzgeschnitzter Eingangstür sowie sprossengeteilten Oberlicht. Geohrte Fenster mit Natursteineinfassungen mit Schlusssteinen, im EG später eingebautes Ladenfenster. Fassade durch Lisenen gegliedert, mit oberen Abschlüssen als Stuckreliefs. Die Schauseite verputzt, übrige Teile in Sichtmauerwerk. Rückwärtig quer angebautes zweigeschossiges Hinterhaus. Ehemals bedeutendes Brau- und Handelshaus. | 32652938 | BW             |
| Marktstraße 2 52° 15′ 3″ N, 10° 49′ 6″ O                    | Wohn-/ Geschäftshaus                                | Zweigeschossiger Fachwerkbau auf Keller-Werksteinsockel unter steilem Satteldach in Krempziegeldeckung mit Aufschieblingen. EG durch Ladeneinbau verändert, dort erhaltene Fußstrebenpaare im Fachwerkgefüge, südlich eine Tordurchfahrt mit geschnitzten Stichbogen mit Sinnspruch und der Datierung „1674“, an Kopfbändern des Torsturzes Namen der Erbauer. OG leicht vorkragend über einheitlich profiliertem Gebälk, Andreaskreuze in den Brüstungsgefachen. Gefüge im ausgebauten Dachgeschoss erhalten. Ehemals reiches Brauhaus. | 32652955 | BW             |
| Marktstraße 3 52° 15′ 3″ N, 10° 49′ 6″ O                    | Wohn-/ Geschäftshaus                                | | 32652972 | BW             |
| Marktstraße 4 52° 15′ 2″ N, 10° 49′ 6″ O                    | Wohnhaus                                            | Dreigeschossiger Fachwerkbau unter Satteldach in Ziegelpfannendeckung. EG durch Ladeneinbau massiv verändert, OGs in Fachwerk mit gekuppelten Ständern und verputzter Ausfachung, zwischen ihnen ein gesimsartig ausgebildetes Gebälk. | 32652989 | BW             |
| Marktstraße 5 52° 15′ 2″ N, 10° 49′ 6″ O                    | Wohn-/ Geschäftshaus                                | Zweigeschossiger Fachwerkbau unter Satteldach mit Aufschiebling. EG durch Ladeneinbau und Putzimitation verändert, im OG Fachwerkgefüge mit gekuppelten Ständern sowie gestrichener Ziegelausfachung. Freistehende Giebelseite komplett in Sichtfachwerk mit zweifeldigen Streben. Rückwärtig dreigeschossiger Fachwerkflügel unter Satteldach. EG massiv, OGs mit asymmetrischen Fachwerkgefüge mit zweifeldigen Streben. Bis Anfang des 19. Jh. Ratsbaderei, bis ins 20. Jh. Bäckerei. | 32653006 | BW             |
| Marktstraße 6 52° 15′ 2″ N, 10° 49′ 7″ O                    | Wohn-/ Geschäftshaus                                | Zweiteiliges Gebäude, zugängig von der Marktstraße über eine 1,30 m breite Parzelle. Westlich ein schmaler, dreigeschossiger Fachwerkbau unter steilem Satteldach mit Aufschieblingen in Krempziegeldeckung, errichtet zweite Hälfte 17. Jh. Traufseitig stark vorkragende OGs über profiliertem und gefastem Gebälk, Fachwerkgefüge mit teils gebogenen Streben und Fußstreben in Brüstungsgefachen, Ziegelsichtausfachung. Östliches Giebelfeld mit Ladeluken. Östlich zweigeschossiger Bau vom Ende 18. Jh. EG massiv in Kalksteinmauerwerk, OG in Fachwerk mit einfeldigen Fußstreben, die Gefache mit Ziegelstein und älteren Kalkstein- und Lehmausfachungen. Satteldach in Krempziegeldeckung. | 32653023 | BW             |
| Marktstraße 7 52° 15′ 2″ N, 10° 49′ 6″ O                    | Wohn-/ Geschäftshaus                                | Eingeschossiges Fachwerkhaus mit Drempelgeschoss und mittigen Zwerchhaus unter Satteldach. EG durch Ladeneinbau verändert, straßenseitige OGs in Betonfaserplattenbehang. | 32653040 | BW             |
| Marktstraße 8 / 9 52° 15′ 1″ N, 10° 49′ 6″ O                | Wohn-/ Geschäftshaus                                | Zweigeschossiger und traufständiger Massivbau unter Satteldach in Betondachsteindeckung mit Drempel. EG durch Ladeneinbau verändert, OG verputzt, mit durchgehenden profilierten Sohlbankgesims, Fenster an der südlichen Gebäudehälfte teils gekuppelt. Modern ausgebaute Dachgeschosse sowie eine teilfreistehende Giebelwand in Bruchsteinmauerwerk. Rückwärtig Sichtfachwerk mit verputzter Ausfachung. | 32653057 | BW             |
| Marktstraße 10 52° 15′ 0″ N, 10° 49′ 6″ O                   | Fassade                                             | Zur Marktstraße hin erhaltene Fassade des Fachwerk-Vorgängerbaus, im Neubau integriert. Zweigeschossiges Fachwerkgefüge mit südlichem Tordurchfahrt, dort Inschriften im Sturzbalken. Vorkragendes OG über profilierten Balkenköpfen, im Schwellriegel ebenfalls eine Inschrift. In Brüstungsgefachen Fußstrebenpaare, Abbund mit Holznägeln. Verputzte Ausfachung, Satteldach in Ziegelpfannendeckung dem originären Erscheinungsbild nach. | 32653093 | BW             |
| Marktstraße 11 52° 15′ 0″ N, 10° 49′ 6″ O                   | Wohn-/ Geschäftshaus                                | Zweigeschossiger verputzter Fachwerkbau unter Satteldach. EG durch Ladeneinbau massiv verändert, nördlich außermittiger Eingang ins Treppenhaus. Straßenseite massiv ersetzt, Fenster mit Natursteinfassungen. Rückwärtig Sichtfachwerk mit verputzten Ausfachungen, Aussteifung der Eckfelder durch Fußstrebe und Gegenstrebe. Haupthaus um 1850 mit Veränderungen um 1900. | 32653111 | BW             |
| Marktstraße 12 52° 15′ 0″ N, 10° 49′ 6″ O                   | Wohn-/ Geschäftshaus                                | Dreigeschossiges traufständiges Fachwerkhaus unter steilem Satteldach mit Aufschieblingen. EG massiv durch Ladeneinbau verändert, im Norden Tordurchfahrt. Über profilierten Gebälkzonen mit Inschriften im Schwellbalken vorkragende Geschosse, erstes OG mit zweifeldigen Streben, zweites OG Fußwinkelhölzer. Straßenseitig verputzte Ausfachung, Ziegel- und Kalksteinausfachung an südlichen Giebelseite, Nordgiebel in Ziegelpfannen- und Schieferbehang. Gebäude knickt an der nordwestlichen Fassadenseite ab. Ehemaliges Zehnthaus (nach Lüders), später Brau- und Handelshaus. | 32653128 | BW             |
| Marktstraße 16 52° 15′ 1″ N, 10° 49′ 5″ O                   | Wohn-/ Geschäftshaus                                | Dreigeschossiger unterkellerter Fachwerkbau unter Satteldach. EG durch Ladeneinbau massiv verändert, in den OGs symmetrischer Fachwerkabbund mit gekuppelten Ständern und K-Streben als Eckaussteifungen, verputzte Ausfachungen. Mittiges Zwerchhaus mit verbrettertem Gebälk sowie Fußstrebenpaaren in Brüstungsfeldern, in Giebelspitze ein Andreaskreuz mit Uhlenloch. | 32653199 | BW             |
| Marktstraße 17 52° 15′ 1″ N, 10° 49′ 5″ O                   | Wohn-/ Geschäftshaus                                | Dreigeschossiger Fachwerkbau unter steilem Satteldach mit Aufschieblingen und Ziegelpfannendeckung. EG durch Ladeneinbau massiv verändert, vorkragende OG<. Der Schwellriegel im ersten OG mit Inschrift sowie Schiffskehlenprofilierung. Fachwerk durch Putzschicht des Art Deko verdeckt, welche kunstvoll mit Lisenenstruktur, Brüstungsmotiven und Applikationen an den Lisenenköpfen gestaltet ist. Ehemaliges Brauhaus, später Handwerkerhaus. | 32653216 | BW             |
| Marktstraße 18 52° 15′ 1″ N, 10° 49′ 5″ O                   | Wohn-/ Geschäftshaus                                | | 32653233 | BW             |
| Marktstraße 19 52° 15′ 2″ N, 10° 49′ 5″ O                   | Wohn-/ Geschäftshaus                                | Dreigeschossiger Fachwerkbau unter Satteldach. EG durch Ladeneinbauten massiv verändert, OG in Sichtfachwerk mit gekuppelten Ständern, im obersten Geschoss zweifeldige Streben, Ausfachung verputzt. | 32653250 | BW             |
| Marktstraße 20 52° 15′ 2″ N, 10° 49′ 4″ O                   | Wohnhaus                                            | Ducksteinmauer entlang der Mittelgasse. | 32653267 | BW             |
| Marktstraße 20 52° 15′ 2″ N, 10° 49′ 3″ O                   | Mauer zur Mittelgasse                               | | 32653302 | BW             |
| Marktstraße 20 52° 15′ 2″ N, 10° 49′ 2″ O                   | Wirtschaftsgebäude                                  | Eingeschossiger Bruchstein- und Fachwerkbau unter nach Norden abgewalmten Satteldach in Krempziegeldeckung mit außermittiger Toreinfahrt. Westliches Wirtschaftsgebäude auf abgeteilter Parzelle. Zu Wohnzwecken umgebaut. | 32653284 | BW             |
| Marktstraße 21 52° 15′ 2″ N, 10° 49′ 4″ O                   | Wohnhaus                                            | | 32653320 | BW             |
| Marktstraße 22 52° 15′ 3″ N, 10° 49′ 4″ O                   | Wohn-/ Geschäftshaus                                | Traufständiger zweigeschossiger Fachwerkbau unter Satteldach in Ziegelpfannendeckung. EG massiv durch Ladeneinbau verändert, OG über Sichtgebälk vorkragend, im Schwellbalken erhaltene Inschrift. Schwelle mit Taubandmotiv, Füllhölzer und Fensterbankgesims mit Zahnschnitt. In den Brüstungsfächern Fußstrebenpaare, Ausfachung verputzt. Rückseite massiv und modern verändert. | 32653337 | BW             |
| Mittelgasse 1 52° 15′ 1″ N, 10° 49′ 2″ O                    | Wohnhaus                                            | Zweigeschossiges Fachwerkhaus auf niveauausgleichendem Kalksteinsockel unter Satteldach mit Aufschiebling in Ziegelpfannendeckung. Seitlicher Haupteingang mit gründerzeitlicher Einfassung. In klassischen Formen holzgefasste Fenster. Im OG gekuppelte und profiliert gefasste Fensterreihe, die Fassade in gequaderten Holzbohlenhang. Handwerkerhaus. | 32653354 | BW             |
| Mittelgasse 2 52° 15′ 1″ N, 10° 49′ 1″ O                    | Wohnhaus                                            | Zweigeschossiges Fachwerkhaus auf Kalksteinsockel unter Satteldach mit außermittigem Eingang sowie verputzter Fassade. EG massiv ersetzt. Handwerker und Arbeiterhaus. | 32653371 | BW             |
| Mittelgasse 3 52° 15′ 1″ N, 10° 49′ 1″ O                    | Wohnhaus                                            | Zweigeschossiges, traufständiges Fachwerkhaus auf Werksteinsockel unter Satteldach in Ziegelpfannendeckung. Seitlicher Eingang, OG vorkragend über profilierten Balkenköpfen, Brüstungsfelder mit Fußstrebenpaaren versehen, Ausfachung verputzt. Geringe Geschosshöhen, Handwerkerhaus. | 32653388 | BW             |
| Mittelgasse 4 52° 15′ 1″ N, 10° 49′ 1″ O                    | Wohnhaus                                            | Zweigeschossiges, traufständiges Fachwerkhaus auf Werksteinsockel unter Satteldach in Ziegelpfannendeckung. Seitlicher Eingang, OG vorkragend über profilierten Balkenköpfen, Brüstungsfelder mit Fußstrebenpaaren versehen, Ausfachung verputzt. Geringe Geschosshöhen, Handwerkerhaus. | 32653405 | BW             |
| Mittelgasse 5 52° 15′ 1″ N, 10° 49′ 1″ O                    | Wohnhaus                                            | Zweigeschossiges, traufständiges Fachwerkhaus auf hohem Kalksteinsockel unter Satteldach in Ziegelpfannendeckung. Massiv verändertes EG mit seitlichen Haupteingang, OG vorkragend über Sichtgebälk, im Schwellriegel Inschrift mit Datierung „1689“. Fachwerkgefüge mit verputzter Ausfachung. Geringe Geschosshöhen. Rückseite im 19. Jh. in Fachwerk erweitert. Handwerkerhaus. | 32653422 | BW             |
| Mittelgasse 6 52° 15′ 1″ N, 10° 49′ 0″ O                    | Wohnhaus                                            | Zweigeschossiges, traufständiges Fachwerkhaus auf niveauausgleichendem Kalksteinsockel unter Satteldach in Ziegelpfannendeckung. Verändertes EG, Fachwerkgefüge mit einzelnen Fußstreben im OG, verputzte Ausfachung. Einfassungen in Holz. Geringe Geschosshöhen, Handwerkerhaus. | 32653439 | BW             |
| Mittelgasse 7 52° 15′ 1″ N, 10° 49′ 0″ O                    | Wohnhaus                                            | Zweigeschossiges Wohnhaus unter Satteldach mit Aufschieblingen in Ziegelpfannendeckung. Klassizistische Holzeinfassung der seitlicher Eingangstür, Fachwerkgefüge durch Quaderbehang nicht sichtbar. Handwerker-/Arbeiterhaus. | 32653456 | BW             |
| Mittelgasse 8 52° 15′ 1″ N, 10° 48′ 59″ O                   | Wohnhaus                                            | Zweigeschossiges, traufständiges Wohnhaus auf Kalksteinsockel unter Satteldach in Krempziegeldeckung. Verputzte vierachsige Fassade, außermittige Eingangstür. Handwerkerhaus. | 32653473 | BW             |
| Mühlenstraße 1 / 2 52° 14′ 51″ N, 10° 49′ 6″ O              | Mühle                                               | Zweigeschossiger breitgelagerter Bau unter Halbwalmdach. EG massiv und verputzt, Fenster mit Werksteineinfassungen. OG in Fachwerk mit zweifeldigen Streben, Ausfachungen verputzt. Zum Nordosten hin außermittiges Zwerchhaus mit Ladeerker über Eingang. Rückwärtiger Gebäudeteil auf unregelmäßigen Grundriss und Kalkstein-Kellersockel. Zweigeschossige Nordwestecke polygonal abgewinkelt unter Pultdach und im Krempziegelbehang. Achsenmittig viergeschossiger Gebäudeteil unter flachem Satteldach, in den ersten zwei Geschossen in Ziegelsichtsetzung, in den obersten in Ziegelpfannenbehang. | 32653490 | BW             |
| Mühlenstraße 1 / 2 52° 14′ 51″ N, 10° 49′ 7″ O              | Mühlenbach                                          | Bachverlauf der Lutter unterhalb des Mühlengebäudes. | 32693150 | BW             |
| Mühlenstraße 1 / 2 52° 14′ 51″ N, 10° 49′ 7″ O              | Einfriedung                                         | | 32690447 | BW             |
| Neue Straße 2 / 3 52° 15′ 4″ N, 10° 48′ 55″ O               | Wohnhaus                                            | Dreigeschossiges, traufständiges Fachwerkhaus auf Kalksteinsockel unter Satteldach in Ziegelpfannendeckung. Achsenmittiger Haupteingang mit gezierter Holztür, Fachwerkgefüge mit gekuppelten Ständern und verputzter Ausfachung. Handwerkerhaus, im Kern Mitte des 19. Jh., Umbau von 1902. | 32653510 | BW             |
| Neue Straße 4 52° 15′ 4″ N, 10° 48′ 56″ O                   | Wohnhaus                                            | Zweigeschossiges, traufständiges Haus auf Kalksteinsockel unter hohem Satteldach. Außermittige Eingangstür, Fassade durch Putzprofilierung rustiziert. Geschosstrennendes Gesimsband, Fensterbänke aus Sandstein über zwei Fenster, im EG links über ein Fenster verlaufend. Im Kern wohl noch 17. Jh., massiv ersetzte und verputzte Fassade von um 1900. | 32653527 | BW             |
| Neue Straße 5 52° 15′ 3″ N, 10° 48′ 56″ O                   | Wohnhaus                                            | Zweigeschossiges, traufständiges Haus auf Kalkstein-Kellergeschoss unter Satteldach mit Aufschieblingen in Ziegelpfannendeckung. Leicht außermittiger Eingang mit in Rautenmustern geschnitzter Holztür, die Fenster im EG in Galgenform mit Klappläden, Einfassungen in Holz. Fachwerkgefüge mit gekuppelten Ständern sowie einer verputzten Ausfachung, Gebälk durch breites hölzernes Profilgesims verblendet. Handwerkerhaus, im Kern 18. Jh. und 1815 erneuert. | 32653544 | BW             |
| Neue Straße 6 52° 15′ 3″ N, 10° 48′ 56″ O                   | Wohnhaus                                            | Zweigeschossiges, traufständiges Fachwerkhaus auf verputztem Sockel unter Satteldach mit Aufschieblingen in Krempziegeldeckung. Seitlich platzierter Eingang mit hölzerner Einfassung, sichtbares Fachwerkgefüge mit gekuppelten Ständern und verputzter Ausfachung. OG über einem mit Profilband verblendeten Gebälk, ganz in Schieferbehang in altdeutscher Deckung. Im Kern 18. Jh., 1815 erneuert. | 32653561 | BW             |
| Neue Straße 8 52° 15′ 3″ N, 10° 48′ 56″ O                   | Wohnhaus                                            | Zweigeschossiges, traufständiges Fachwerkhaus unter steilem Satteldach in Ziegelpfannendeckung. Straßenseitig ein achsenmittiger Haupteingang, Fassade im EG mit Ziegelverblendung, OG in Schieferbehang in altdeutscher Deckung über mit Profilband verblendetem Gebälk. Handwerkerhaus, im Kern wohl 18. Jh., 1815 erneuert. | 32653595 | BW             |
| Neue Straße 9 52° 15′ 3″ N, 10° 48′ 57″ O                   | Wohnhaus                                            | Zweigeschossiges, traufständiges Fachwerkhaus auf niveauausgleichendem Sockel unter Satteldach in Ziegelpfannendeckung. Fachwerkgefüge mit verputzter Ausfachung, im OG Fußstrebenpaare in den Brüstungsfeldern. Fenstereinfassungen in Holz. Laut Brandkasse 1780 errichtet, im Kern wohl älter, früher Stadtmusikanten- und Handwerkerhaus. | 32653612 | BW             |
| Neue Straße 10 52° 15′ 2″ N, 10° 48′ 57″ O                  | Wohnhaus                                            | Zweigeschossiges, traufständiges Fachwerkhaus auf Ziegel-Blendsockel unter Satteldach in Ziegelpfannendeckung. Seitlich platzierter Haupteingang mit profilierter Tür und Oberlicht mit Verdachung. Verputzte Fassade, geschosstrennendes Profil-Gesimsband, im OG Kreuzstockfenster mit akzentuierender Einfassung und Fensterbänken. | 32653629 | BW             |
| Neue Straße 11 52° 15′ 2″ N, 10° 48′ 57″ O                  | Wohnhaus                                            | Zweigeschossiges, traufständiges Fachwerkhaus auf Ziegel-Blendsockel unter Satteldach in Ziegelpfannendeckung. Mittiger Hauseingang, Fassade dort verputzt, jeweils zwei Fensterachsen pro Seite. OG leicht vorkragend mit Schieferbehang in altdeutscher Deckung mit Rauten- und Blumenmustern. 1740 errichtet, um 1815 erneuert. | 32653646 | BW             |
| Neue Straße 12 52° 15′ 1″ N, 10° 48′ 58″ O                  | Mauer                                               | Mauerreste einer Hofeinfriedung aus Kalkstein-Bruchsteinmauerwerk. Gliederung durch Lisenen sowie Widerlagern, auf Südwestseite großer Torbogen. 1760 erbautes Brau- und Ackerbürgerhaus sowie größte Hofanlage im Stadtgebiet Königslutter, gesamte Anlage 1972 abgebrannt. | 32653663 | BW             |
| Neue Straße 13 52° 15′ 0″ N, 10° 48′ 59″ O                  | Wohnhaus                                            | Zweigeschossiges Fachwerkhaus auf niveauausgleichendem Kellersockel unter Walmdach in Ziegelpfannendeckung. Zwei getrennte Duckstein-Gewölbekeller. EG auf der Nordwestseite verputzt, südwestlich in Sichtfachwerk. Achsenmittiger Haupteingang, Gebälk als Gesimsband. Symmetrisches Fachwerkgefüge mit unten zweifeldigen und oben eineinhalb-feldigen Streben sowie einer verputzten Ausfachung. Auf der nordwestlichen Traufe seitlicher Eingang zum Innenhof. Laut Brandkataster 1850 errichtet, im Kern älter. | 32653680 | BW             |
| Neue Straße 15 52° 15′ 0″ N, 10° 48′ 59″ O                  | Wohnhaus                                            | Zweigeschossiges, traufständiges Fachwerkhaus unter Satteldach in Ziegelpfannendeckung. Außermittiger Eingang, moderne Veränderungen. OG über mit Profilband verblendetem Gebälk, Fachwerkgefüge mit zweifeldigen Streben und verputzter Ausfachung, Galgenfenster mit gemeinsamen Sohlbankgesimsen gekuppelt. Über Eingang kleine Relieftafel mit der Inschrift „JB 1820“. | 32653714 | BW             |
| Neue Straße 16 52° 15′ 0″ N, 10° 49′ 0″ O                   | Wohnhaus                                            | Zweigeschossiges, traufständiges Fachwerkhaus auf verputztem Sockel unter Satteldach mit Aufschieblingen unter Ziegelpfannendeckung. Außermittiger Haupteingang mit gründerzeitlich verzierter Holztür sowie im klassizistischen Stile holzgefasster Ladeneinbau, südliche Fenster mit Überdachung und Klappläden. Gebälk als ein Profilband ausgestaltet, im OG profiliert gefasste Fenster. Fachwerkgefüge mit verputzter Ausfachung sowie mit zweifeldigen Streben im OG. 1807–1936 Sattlerei. | 32653731 | BW             |
| Neue Straße 17 52° 14′ 59″ N, 10° 49′ 0″ O                  | Wohnhaus                                            | Zweigeschossiger, traufständiger Fachwerkbau auf niveauausgleichenden Kellersockel unter Satteldach in Ziegelpfannendeckung. Straßenseitig verputzte massive Fassade, leicht außermittiger Haupteingang hinter vorgelagerter einstufiger Treppe. Öffnungen im EG von gequaderten Segmentbögen überfangen, die Fensterbänke dort massiv, im OG Rechtecksfenster mit durchgehenden Sohlbankgesims. | 32653748 | BW             |
| Neue Straße 18 52° 14′ 59″ N, 10° 49′ 0″ O                  | Wohnhaus                                            | Zweigeschossiges Fachwerkhaus auf L-förmigen Grundriss und Kalksteinsockel unter steilem Satteldach in Ziegelpfannendeckung. Frontfassade in Sichtfachwerk mit sehr niedrigen EG, Eingang über leicht außermittiger Tür, Einfassungen in Holz, Erdgeschossniveau unter der Straße. OG leicht vorkragend über verschaltem Gebälk mit Scheinschwelle, Fachwerkgefüge im OG mit Fußstreben, in rot und grün verputzte Ausfachungen. Südliche Giebelseite mit Ziegelmauerwerk, OG mit vertikaler Holzverblendung mit Zierschnitt. Dreigeschossiger Seitenflügel im EG verändert, darüber Stockwerksbau mit verputzter Ausfachung sowie gebogenen Streben. | 32653765 | BW             |
| Neue Straße 20 52° 14′ 59″ N, 10° 49′ 0″ O                  | Wohnhaus                                            | Zweigeschossiges Fachwerkhaus auf Kalksteinsockel unter Satteldach in Ziegelpfannendeckung. Niedriges EG, OG straßenseitig vorkragend mit Betonfaserplattenbehang über profiliertem Gebälk. An freistehender Giebelseite symmetrisches Fachwerkgefüge mit verputzter Ausfachung, Giebelfeld im Betonfaserplattenbehang. Laut Brandkataster 1796 errichtet, im Kern wohl älter. Handwerkerhaus. | 32653799 | BW             |
| Neue Straße 21 52° 14′ 58″ N, 10° 49′ 0″ O                  | Wohnhaus                                            | Zweigeschossiges, traufständiges Fachwerkhaus auf niveauausgleichendem Kalksteinsockel unter Satteldach in Krempziegeldeckung. Mittige Eingangstür, dahinter eine Klapp-Falltür im Flur zum Duckstein-Gewölbekeller. Gebälk mit einem Profilband verblendet, im OG verändertes Gefüge, in den Brüstungsbereichen Fußstrebenpaare, Ausfachung verputzt. | 32653816 | BW             |
| Neue Straße 29 52° 14′ 59″ N, 10° 48′ 59″ O                 | Wohnhaus                                            | Zweigeschossiges, traufständiges Fachwerkhaus unter Satteldach mit Aufschieblingen in Ziegelpfannendeckung. EG mit Putz-Scheinquaderung im Brüstungsbereich, seitliche Eingangstür sowie die Fachwerkständer durch kannelierte Pilaster hervorgehoben. Leicht vorkragendes OG über verblendeten Gebälk, eine seitliche Strebe sowie verputzte Ausfachung, zwei mittige Fensterachsen. Am Dach spätere Gaube. | 32653833 | BW             |
| Neue Straße 30 52° 14′ 59″ N, 10° 48′ 59″ O                 | Wohnhaus                                            | Zweigeschossiges, traufständiges Fachwerkgebäude auf Werkstein-Kellersockel unter Satteldach in Ziegelpfannendeckung. Außermittige Eingangstür sowie Fenster im EG mit profilierter hölzernen Einfassungen, OG über mit Profilband verblendeten Gebälk mit seitlichen Fußstreben-Aussteifungen sowie verputzter Ausfachung, Fenster dort in den mittleren drei Gefachen. Als Handwerkerhaus nach Brandkataster im Jahre 1800 errichtet, im Kern wohl älter. | 32653850 | BW             |
| Neue Straße 31 52° 14′ 59″ N, 10° 48′ 59″ O                 | Wohnhaus                                            | Zweigeschossiges, traufständiges Fachwerkhaus auf niveauausgleichendem Kalksteinsockel unter spitzem Satteldach. Leicht außermittiger Eingang, daneben verändertes Gefüge durch späteren Schaufenstereinbau. Gebälk durch profiliertes hölzernes Gesims verblendet. OG mit Durchfensterung in den mittleren vier Gefachen, Fachwerkgefüge in verputzter Ausfachung mit Bordüren. Duckstein-Gewölbekeller mit zugehöriger Duckstein-Treppe. Seit dem 18. Jh. Handwerkerhaus, im 19. Jh. Korbmacherei. | 32653867 | BW             |
| Neue Straße 32 52° 14′ 59″ N, 10° 48′ 59″ O                 | Wohnhaus                                            | | 32653884 | BW             |
| Neue Straße 33 52° 15′ 0″ N, 10° 48′ 58″ O                  | Wohnhaus                                            | Zweigeschossiges Fachwerkhaus unter Satteldach. Seitlich platzierter Eingang sowie gekuppelte Fenster. OG über Sichtgebälk vorkragend, dort in Brüstungsbereichen gekuppelte Fußstrebenpaare, verputzte Ausfachung. Am Gebälk Spuren von barocken Verzierungen. Handwerkerhaus. | 32653901 | BW             |
| Neue Straße 34 52° 15′ 0″ N, 10° 48′ 58″ O                  | Wohnhaus                                            | Traufständiges dreigeschossiges und dreiachsiges Fachwerkhaus unter Satteldach mit Aufschieblingen in Ziegelpfannendeckung. Seitlich platzierte Eingangstür, OGs jeweils leicht vorkragend. Fassade komplett im Betonfaserbehang in Rautenmuster. Handwerkerhaus. | 32653918 | BW             |
| Neue Straße 35 52° 15′ 0″ N, 10° 48′ 58″ O                  | Wohnhaus                                            | Traufständiges zweigeschossiges und dreiachsiges Fachwerkhaus auf niveauausgleichendem Kalksteinsockel unter Satteldach in Ziegelpfannendeckung. Seitlich platzierter Eingang hinter vorgelagerten Stufen, geschosstrennendes Gebälk in Form eines Profilgesimses. Fassade verputzt. Handwerkerhaus, nach Brandkataster 1833 errichtet, im Kern wohl 18. Jh. | 32653935 | BW             |
| Neue Straße 36 52° 15′ 0″ N, 10° 48′ 58″ O                  | Wohnhaus                                            | Zweigeschossiges Fachwerkhaus auf verputztem Kalksteinsockel unter Satteldach in Ziegelpfannendeckung. Fünfachsiger Fassadenaufriss, achsenmittiger Eingang, hölzerne Tür- und Fenstereinfassungen im klassizistischen Stile, im OG Kreuzstockfenster. Fachwerkgefüge mit gekuppelten Ständern und verputzter Ausfachung. Ducksteingewölbe im Keller. | 32653952 | BW             |
| Neue Straße 37 52° 15′ 0″ N, 10° 48′ 58″ O                  | Wohnhaus                                            | Zweigeschossiges, traufständiges Fachwerkhaus auf niveauausgleichendem Sockel unter Satteldach. Achsenmittige Eingangstür, seitlich flankiert von jeweils gekuppelten Fensterpaaren, in der zweiten Hälfte des 19. Jh. verändert. OG über einem mit Profilband verblendeten Gebälk, in Brüstungsbereichen durchgehende Fußstrebenpaare. Fassadenöffnungen mit profilierter Einfassung. | 32653969 | BW             |
| Neue Straße 38 52° 15′ 1″ N, 10° 48′ 58″ O                  | Wohnhaus                                            | Zweigeschossiges, traufständiges Haus unter Satteldach mit Aufschieblingen in Ziegelpfannendeckung. Seitlich platzierter Eingang mit flankierendem Schaufenster, beide in klassizistischer Einfassung, übrige Fenster mit profilierten Überdachungen und Fensterbänken. Gebälk durch Profilband verblendet, im OG Fenster auf vier Achsen, darüber ein Zwerchhaus mit Bäckerdarstellung im Giebelfeld. Verputzte Fassade mit Hervorhebungen im Bereich der Fensterrahmen und der Sohlbank. Im Kern 1780, Fassade 1870/80 z.T. massiv ersetzt. | 32653986 | BW             |
| Neue Straße 39 52° 15′ 1″ N, 10° 48′ 57″ O                  | Wohnhaus                                            | Zweigeschossiges, traufständiges verputztes Fachwerkhaus unter Satteldach in Ziegelpfannendeckung. Seitlich platzierter Haupteingang. Gebälk durch breites Profilgesims verblendet, im OG Fensterverteilung auf vier Achsen. Im Kern wohl Ende 17. Jh. | 32654003 | BW             |
| Neue Straße 40 52° 15′ 1″ N, 10° 48′ 57″ O                  | Wohnhaus                                            | | 32654020 | BW             |
| Neue Straße 41 52° 15′ 2″ N, 10° 48′ 57″ O                  | Wohnhaus                                            | Zweigeschossiges, queraufgeschlossenes Fachwerkhaus auf niveauausgleichendem Sockel unter steilem Satteldach mit Aufschieblingen in Ziegelpfannendeckung. Außermittiger Haupteingang mit flankierenden späteren Ladeneinbau, symmetrisches Fachwerkgefüge mit gekuppelten Ständern und verputzter Ausfachung (Lehmstakung), zum Teil massiv ersetzt, seitlich einfeldige Streben. Gebälk durch Holzbohlen verblendet. Südliche Giebelseite freistehend, symmetrischer Fachwerkabbund, Ladeluken zum DG, Giebelbehang in Ziegelpfannen. Ende des 17. Jh. errichtet. | 32654037 | BW             |
| Neue Straße 42 52° 15′ 2″ N, 10° 48′ 56″ O                  | Wohnhaus                                            | | 32654054 | BW             |
| Neue Straße 46 52° 15′ 3″ N, 10° 48′ 55″ O                  | Wohnhaus                                            | Zweigeschossiges, traufständiges Fachwerkhaus auf Werkstein-Kellersockel unter Satteldach in Ziegelpfannendeckung. Siebenachsige Hauptfassade mit Kreuzstockfenstern, achsenmittiger eingezogener Haupteingang mit vorgelagerten Treppen sowie einer profilierter Einfassung. Symmetrisches Fachwerkgefüge mit gekuppelten Ständern und dreifeldigen Streben, Ausfachung verputzt. | 32654071 | BW             |
| Neue Straße 47 52° 15′ 4″ N, 10° 48′ 55″ O                  | Gastwirtschaft                                      | Zweigeschossiger, traufständiger verputzter Fachwerkbau (z.T massiv ersetzt) auf Kalksteinsockel unter Satteldach, unterkellert. Achsenmittiger Eingang und Putz-Quaderung. Geschosstrennendes Gesims, im glatt verputzten OG Fenstergefüge auf sieben Achsen sowie durchgehendes Sohlbankgesims, im Brüstungsbereich Reliefplatten mit Inschriften. | 32654088 | BW             |
| Neue Straße 48 52° 15′ 4″ N, 10° 48′ 54″ O                  | Wohnhaus                                            | Zweigeschossiges, traufständiges Fachwerkhaus auf Kalkstein-Kellersockel unter Satteldach in Ziegelpfannendeckung. Voll unterkellert mit großen Ducksteingewölbe. Achsenmittiger Haupteingang, flankiert von später eingebauten Schaufenstern. Gebälk durch Holzbohlen verblendet, Über dem ersten OG Zwerchhaus über als Profilband ausgestaltetem Gebälk, Giebeldreieck über Gesims. Fachwerkgefüge mit zweifeldigen Streben sowie mit Bordüren akzentuierte Putzausfachung. | 32654105 | BW             |
| Neue Straße 49 52° 15′ 4″ N, 10° 48′ 54″ O                  | Wohnhaus                                            | Zweigeschossiges, traufständiges Haus auf niveauausgleichendem Sockel unter Satteldach in Krempziegeldeckung. Massives Erdgeschoss mit außermittiger profilierter Tür, Fenster mit Profileinfassung. Vorkragendes OG über in Schiffskehlen gefassten und mit profilierten Balkenköpfen gestalteten Gebälk, in Brüstungsgefachen Fußwinkelhölzer mit Fächerrosetten. Fenster über durchgehendem Brustriegel. Handwerker- und Tagelöhnerhaus, Mitte des 19. Jh. Wohnsitz des Postillons. | 32654122 | BW             |
| Neue Straße 50 52° 15′ 4″ N, 10° 48′ 54″ O                  | Wohnhaus                                            | | 32654140 | BW             |
| Neue Straße 51 52° 15′ 5″ N, 10° 48′ 54″ O                  | Wohnhaus                                            | | 32654158 | BW             |
| Neue Straße 52 52° 15′ 5″ N, 10° 48′ 54″ O                  | Wohnhaus                                            | | 32654175 | BW             |
| Niedernhof 2 52° 15′ 7″ N, 10° 49′ 7″ O                     | Wohnhaus                                            | Eingeschossiger Fachwerkbau auf niveauausgleichendem Kalkstein-Kellersockel unter Satteldach in Krempziegeldeckung. Südliche Giebelseite freistehend, achsenmittige Eingangstür an östlicher Traufseite. Fachwerkgefüge mit geschosshohen Streben, Ausfachungen verputzt und mit Bordüren akzentuiert. Ehemaliges Häuslingshaus des von Knesebeckschen Gutes. | 32654192 | BW             |
| Niedernhof 3 52° 15′ 8″ N, 10° 49′ 7″ O                     | Wohnhaus                                            | Eingeschossiger Fachwerkbau auf niveauausgleichendem Kalkstein-Kellersockel unter Satteldach in Krempziegeldeckung. Achsenmittige Eingangstür an östlicher Traufseite. Fachwerkgefüge mit geschosshohen Streben, Ausfachungen verputzt und mit Bordüren akzentuiert. Ehemaliges Häuslingshaus des von Knesebeckschen Gutes. | 32654209 | BW             |
| Niedernhof 4 52° 15′ 8″ N, 10° 49′ 7″ O                     | Wohnhaus                                            | Eingeschossiger Fachwerkbau auf niveauausgleichendem Kalkstein-Kellersockel unter Satteldach in Krempziegeldeckung. Achsenmittige Eingangstür hinter vorgelagerter Treppe an östlicher Traufseite. Fachwerkgefüge mit geschosshohen Streben, Ausfachungen verputzt. Ehemaliges Häuslingshaus des von Knesebeckschen Gutes. Gebäude steht rückwärtig auf den Resten der alten Stadtmauer. | 32654226 | BW             |
| Niedernhof 5 52° 15′ 8″ N, 10° 49′ 7″ O                     | Wohnhaus                                            | Eingeschossiger Fachwerkbau auf niveauausgleichendem Kalkstein-Kellersockel unter Satteldach in Krempziegeldeckung. Achsenmittige Eingangstür hinter vorgelagerter Treppe an östlicher Traufseite. Fachwerkgefüge mit geschosshohen Streben, Ausfachungen verputzt. Ehemaliges Häuslingshaus des von Knesebeckschen Gutes. | 32654243 | BW             |
| Poststraße 1 52° 15′ 16″ N, 10° 48′ 49″ O                   | Postamt                                             | Zweigeschossiger Massivbau aus Kalkstein auf Kellersockel unter Walmdächern. Markante Südwestecke mit vorkragendem Söller, im OG massiver Balkon, zweigeschossiger runden Turmabschluss mit Kegeldach. Symmetrisch dem Eckturm angefügte Straßenfassaden, im EG mit großen Rundbogenfenstern mit innerer Lanzettenteilung, im OG gekuppelte Rundbogenfenster mit Teilungssäulchen. Die Zwerchgiebel mit Inschrift „Postamt“ sowie Reichswappen. An Ostseite ein leicht vorkragender Eingangsrisalit mit gekuppelten Fenstern in den OGs und einem Zwerchgiebel. Gebäude ist durchgehend mit Bauzierde der Neuromanik gestaltet. | 32654260 | BW             |
| Renne 24 52° 14′ 51″ N, 10° 48′ 50″ O                       | Wohnhaus                                            | Zweigeschossiger, traufständiger und langgezogener Bau mit Werksteineinfassungen unter Halbwalmdach in Ziegelpfannendeckung. EG massiv in Kalksteinmauerwerk, traufseitig verputzt, straßenseitig rechts eine Inschriftenplatte mit der Datierung „1796“. Der Rest des Gebäudes in verputztem Fachwerk bzw. mit verputzten Ausfachungen, Aussteifung durch zweifeldige Streben. Östlich außenliegender zweigeschossiger Querflügel unter Pultdach, überwiegend massiv. | 32654280 | BW             |
| Renne 25 52° 14′ 51″ N, 10° 48′ 52″ O                       | Wohnhaus                                            | Zweigeschossiger traufständiger Fachwerkbau auf niveauausgleichendem Kellersockel unter Vollwalmdach. Straßensichtig ein achsenmittiger Eingang, seitlich von gekuppelten Fenstern flankiert, auf der westlichen Giebelseite Wirtschaftsanbau unter Abschleppung. Fachwerkgefüge mit zweifeldigen Streben und verputzter Ausfachung, teilweise aus einem früheren Gebäude wiederverwendet, dort geschnitzte Fächerrosetten. Verwitterte Inschrift im Schwellriegel mit der Datierung „1732“. | 32654299 | BW             |
| Renne 26 52° 14′ 51″ N, 10° 48′ 53″ O                       | Wohnhaus                                            | Zweigeschossiger, traufständiger und verputzter Kalksteinbau auf Werkstein-Kellersockel unter Satteldach mit östlicher Abwalmung. Außermittiger Eingang mit Kartusche darüber mit Inschriften und der Datierung „1713“, darüber wiederum Reliefplatte im OG. Fenster mit Kalkstein-Einfassungen, die Gebäudeecken durch Quaderungen hervorgehoben, geschosstrennendes Gesimsband. Fünfachsig und streng symmetrisch, nach Westen hin eine spätere Erweiterung. | 32654316 | BW             |
| Renne 27 52° 14′ 51″ N, 10° 48′ 53″ O                       | Wohnhaus                                            | Zweigeschossiges, traufständiges Wohnhaus auf Kellersockel unter Satteldach. EG wohl massiv und verputzt, geziert von Bänderung, achsenmittiger Haupteingang. OG in Fachwerk über Sichtgebälk, Gefüge mit zweifeldigen Streben und verputzter Ausfachung, im Brüstungsfeld über Eingangstür Sonnenuhr, 1826 inschriftlich datiert, womöglich das Umbaudatum. | 32654333 | BW             |
| Renne 28 52° 14′ 51″ N, 10° 48′ 54″ O                       | Wohnhaus                                            | Zweigeschossiges traufständiges Wohnhaus aus Kalksteinmauerwerk auf niveauausgleichenden Werkstein-Kellersockel unter Satteldach in Ziegelpfannendeckung auf Drempelgeschoss. Im EG achsenmittige Querdiele, westlich Garageneinbau. Teils gekuppelte Galgenfenster mit Werkstein-Fensterbänken, im OG durchgehenden Sohlbankgesims. Östliche Giebelwand freistehend, Gebäudeecken durch Natursteinquaderung hervorgehoben. | 32654350 | BW             |
| Renne 29 52° 14′ 52″ N, 10° 48′ 56″ O                       | Wohnhaus                                            | Zweigeschossiger, längsaufgeschlossener Kalksteinbau auf L-förmigen Grundriss unter Walmdach/Satteldächern in Ziegelpfannendeckung. Achsenmittiger südlicher Haupteingang hinter Vorgarten, werksteingefasste Fenster unter Segmentbogenstürzen, im EG Brüstungsfelder sowie Klappläden, im OG mit durchgehenden Sohlbankgesims. Im Traufbereich Rundbogenfries, rückwärtige Seiten deutlich schlichter. An Ostseite hölzerner Balkonerker, darunter in Nischen eingestellte verschiedene Objekte der Steinmetzkunst. Rückwärtig schließt ein Anbau an Wohnhaus von um 1900 an. | 32654367 | BW             |
| Renne 29 / Waldenburger Straße 52° 14′ 56″ N, 10° 48′ 54″ O | Einfriedung                                         | Straßenseitige Einfriedung als geschosshohe Kalkstein-Mauer mit abgerundeten Mauerkronenplatten. | 32691937 | BW             |
| Rottorfer Straße 1 52° 14′ 58″ N, 10° 49′ 13″ O             | Wohnhaus                                            | Zweigeschossiger villenartiger Bau aus Ziegelmauerwerk auf hohem Kalksteinsockel unter Satteldach. Leicht außermittiger Mittelrisalit, teils gekuppelte Fenster in Sandsteineinfassungen der Neorenaissance. Rückwärtiger Eingang über Windfang mit vorgelagerter Treppe, zweiflügelige Eingangstür mit Oberlicht und tw. bunter Verglasung. Rückwärtiger Gebäudeteil um ein Geschoss tiefer, im Eingangsbereich Freisitz mit Balustrade und Treppe zum Garten. | 32654388 | BW             |
| Sack 1 52° 14′ 57″ N, 10° 49′ 4″ O                          | Brauhaus                                            | | 32654408 | BW             |
| Sack 2 52° 14′ 57″ N, 10° 49′ 4″ O                          | Wohnhaus                                            | Zweigeschossiges, traufständiges Fachwerkhaus auf niveauausgleichendem Kalkstein-Kellersockel unter Satteldach. EG verputzt mit Eckquaderung-Imitation, Haupteingang zur südlichen Fassadenhälfte, gekuppelte Fenster mit profilierter Einfassung. Leicht vorkragendes OG im Schieferbehang in altdeutscher Deckung. 1800 errichtet, im 19. Jh. Handwerker- und Arbeiterhaus. | 32654425 | BW             |
| Sack 3 52° 14′ 57″ N, 10° 49′ 4″ O                          | Wohnhaus                                            | Zweigeschossiges, traufständiges Fachwerkhaus auf niveauausgleichendem verputztem Kellersockel unter Satteldach. In zweiter Hälfte des 19. Jh. massiv ersetztes EG, verputzt mit Eckquaderung-Imitation, außermittiger Haupteingang sowie Fenster in profilierter Einfassung. Leicht vorkragendes OG mit Betonfaserplattenbehang. Im Kern 1790 errichtet. | 32654442 | BW             |
| Sack 4 52° 14′ 56″ N, 10° 49′ 4″ O                          | Wohnhaus                                            | Zweigeschossiges, traufständiges Fachwerkhaus unter Satteldach in Ziegelpfannendeckung. Niveauausgleichender Sockelbereich, verputzte Fassade sowie ein vorkragendes OG, EG in der zweiten Hälfte des 19. Jh. massiv ersetzt. Freistehendes Giebelfeld in Ziegelpfannenbehang. Laut Brandkataster 1863 errichtet, ursprünglich Braugrundstück, im 19. Jh. Handwerkerhaus. | 32654459 | BW             |
| Sack 5b 52° 14′ 55″ N, 10° 49′ 4″ O                         | Wohnhaus                                            | Zweigeschossiger Massivbau auf hohem Sockel unter Walmdach in Krempziegeldeckung. Auf der nördlichen Traufseite vorgelagerte zweiläufige Treppe mit Hochpodest als Zugang zum Haupteingang. Verputztes EG aus Duckstein- und Kalksteinmauerwerk. Vorkragendes Fachwerk-OG über Sichtgebälk mit Inschrift im Schwellbalken, Fachwerkgefüge mit gekuppelten Ständern, Ausfachung verputzt. Gebälkverzierung mit Inschriften, Schiffskehle, Einfassung mit Viertelstab und Kerbschnitt sowie Tau-Perlschnur in Füllhölzern. | 32654476 | BW             |
| Schöppenstedter Straße 16 52° 14′ 43″ N, 10° 49′ 3″ O       | Forsthaus                                           | Zweigeschossiger Bau auf niveauausgleichendem Sockel unter südlich halb abgewalmten Satteldach in Ziegelpfannendeckung. EG verputzt und massiv, mit einem hofseitigen, leicht außermittigen Haupteingang hinter Freitreppe, Öffnungen in Natursteineinfassungen, Fenster mit Fensterläden, teils gekuppelt. OG in Fachwerk über Gebälk mit Schwellinschrift und profilierten Balkenköpfen. Nördliche Giebelseite mit Ziegelpfannenbehang, dort ein zweigeschossiger Renaissanceerker von 1599: Gekuppelte Fenster mit überstabten Werksteineinfassungen, horizontale Gliederung durch Werksteingesimse, im Brüstungsfeld des OG ein Wappenstein, oberer Abschluss mit Satteldach und Ziegelpfannendeckung/-behang. | 32654543 | BW             |
| Schöppenstedter Straße 16 52° 14′ 44″ N, 10° 49′ 4″ O       | Stall                                               | Aus zwei Abschnitten mit unterschiedlicher Gebäudebreite bestehender Fachwerkbau auf Kalksteinsockel unter Satteldach mit alter Krempziegeldeckung. Verputzte Kalksteinausfachung, Aussteifung durch zweifeldige Fußstreben, Fassade teils massiv verändert. | 32654560 | BW             |
| Schöppenstedter Straße 16 52° 14′ 41″ N, 10° 49′ 7″ O       | Einfriedung                                         | Hohe Kalksteinmauer, dem Straßenverlauf angepasst, als Grundstückseinfriedung der ursprünglichen Parzellengröße. | 32654577 | BW             |
| Schöppenstedter Straße 20 52° 14′ 33″ N, 10° 49′ 3″ O       | Friedhofskapelle                                    | Saalbau aus bossiertem Kalkstein-Mauerwerk unter Kreuz-Satteldach in Krempziegeldeckung. Nördlich hinter großem Rundbogen eingezogener Eingang. Nordportal flankiert durch kleine Fenster mit schrägen Fensterbänken, im Giebelfeld ein Kreuzrelief in eine Rundbogennische. Die Langschiffseiten durch leicht vortretende Seitenschiffe mit runden Ausluchten unter Kegeldach und Strebepfeiler geprägt, Gerader Südlicher Chorschluss mit einer rechteckigen Auslucht unter Pultdach. Größtenteils gekuppelte Drillingsfenster mit Werksteineinfassungen, gequaderte Gebäudeecken, Traufe mit abgerundeten Schlusssteinen. | 32654613 |                |
| Schöppenstedter Straße 24 52° 14′ 47″ N, 10° 48′ 57″ O      | Wohnhaus                                            | Zweigeschossiger verputzter Massivbau unter abgewinkeltem Satteldach in Krempziegeldeckung. Gebäude mit dem Straßenverlauf folgende Fassade sowie leicht vorkragendes Obergeschoss mit Reliefeintiefungen in Brüstungsbereichen. An Ostfassade Zwerchhaus, hervorgehoben durch Art-Déco Motive im Putz. Im 19. Jh. Kalkbrennerei, später Tischlerei. | 32654647 | BW             |
| Schöppenstedter Straße 24 52° 14′ 46″ N, 10° 48′ 56″ O      | Einfriedung                                         | | 32691346 | BW             |
| Schöppenstedter Straße 25 52° 14′ 48″ N, 10° 48′ 56″ O      | Wohnhaus                                            | Zweigeschossiger verputzter Massivbau auf Keller-Werksteinsockel unter Satteldach, Nordwestseite freistehend. Im EG außermittige Toreinfahrt sowie achsenmittige Eingangsdiele hinter originaler Kassettentür mit vorgelagerter Natursteintreppe, Fenster mit Klappläden. Geschosstrennendes Gesims sowie Sohlbankgesims im OG in Werkstein. Ehemaliger Hildebrandsche Hof hatte die Braugerechtigkeit. | 32654665 | BW             |
| Stiftstraße 3 52° 14′ 43″ N, 10° 48′ 54″ O                  | Wohnhaus                                            | Zweigeschossiges Fachwerkwohnhaus in Stockwerkbausweise auf Natursteinsockel unter Satteldach mit Aufschieblingen. Wohnteil über profiliertem Gebälk leicht vorkragend. Symmetrisches Fachwerkgefüge mit K-Streben sowie verputzter Ausfachung, teilweise massiv ersetzt. Am Schwellbalken des westlichen Giebelfeldes Inschrift „ANNO 1686“. | 32654683 | BW             |
| Stiftstraße 3 52° 14′ 43″ N, 10° 48′ 54″ O                  | Nebengebäude                                        | Zweigeschossige Fachwerkbauten als westlicher und südlicher Flügel einer kleinen Hofanlage. Der südliche Flügel ist ein zweigeschossiger Fachwerkbau auf geschosshohen Kalkstein-Bruchsteinsockel unter Satteldach in Ziegelpfannendeckung. OG über sichtbaren Balkenköpfen in verputzter Ausfachung, Gefüge mit zweifeldigen Streben. | 32691644 | BW             |
| Stiftstraße 6 52° 14′ 43″ N, 10° 48′ 55″ O                  | Wohnhaus                                            | Zweigeschossiger Fachwerkbau unter im Westen abgewalmten Satteldach. Massives verputztes EG, mit südlichen mittigen Hauptzugang. OG in Fachwerk über sichtbaren Balkenköpfen, im Schwellbalken Inschrift mit der Datierung „1719“, symmetrisches Fachwerkgefüge mit verputzter Ausfachung und zweifeldigen Streben. Westliche Giebelseite mit Betonfaserplattenbehang. An Südseite des OG alte Sonnenuhr. | 32654701 | BW             |
| Stiftstraße 7 52° 14′ 43″ N, 10° 48′ 56″ O                  | Wohnhaus                                            | Zweigeschossiger, traufständiger verputzter Massivbau unter Satteldach in Krempziegeldeckung. Achsenmittiger südlicher Hauptzugang, symmetrisch ausgerichtetes Fensterraster mit nach außen hin gekuppelten Fenstern. Inschriftentafel über dem Hauseingang mit der Datierung „1809“. | 32654718 | BW             |
| Stiftstraße 8 52° 14′ 43″ N, 10° 48′ 56″ O                  | Wohnhaus                                            | Zweigeschossiges Fachwerkhaus auf Kalkstein-Kellersockel unter Satteldach mit Aufschieblingen. An südlicher Traufseite mittiger Eingang hinter zweistufiger Treppe mit Natursteineinfassung. Symmetrisches Fachwerkgefüge mit zweieinhalbfeldigen Streben und verputzten Ausfachung. Über Hauseingang Inschriftentafel mit der Datierung „1842“. | 32654735 | BW             |
| Stobenberg 2 52° 14′ 53″ N, 10° 49′ 7″ O                    | Wohnhaus                                            | Zweigeschossiger und traufständiger Bau auf verputztem Kellersockel unter Satteldach mit Aufschieblingen sowie Ziegelpfannendeckung. Sechsachsige Straßenfassade mit außermittigen Haupteingang. Fenster, Eingang und Gebäudeecken in rustikalen Werksteineinfassungen. | 32654752 | BW             |
| Vor dem Kaiserdom 1 52° 14′ 43″ N, 10° 48′ 59″ O            | Stiftspfarrhaus                                     | Zweigeschossiges Fachwerkhaus auf Natursteinsockel unter Walmdach in Ziegelpfannendeckung. Fachwerkgefüge mit K-Streben und mit Bordüren verputzter Ausfachung. Im Schwellriegel Inschrift, im OG im Brüstungsgefach eingelassene Sonnenuhr von 1693, mit Erbauungsdatum von 1708 als Chronogramm im Bibelvers. Nord- und Westseite mit vertikalem Holzbehang. Nördlicher Eingang über eine zweiläufige Natursteintreppe mit Hochpodest. Fenster in hölzerner klassizistischer Einfassung. | 32654771 | BW             |
| Vor dem Kaiserdom 1 52° 14′ 44″ N, 10° 48′ 59″ O            | Nebengebäude                                        | Eingeschossiger Kalksteinbau unter Satteldach in Ziegelpfannendeckung. Gebäudeöffnungen in Segmentbogenform, Gebäude westlich in Natursteinmauer eingebettet. | 32654789 | BW             |
| Vor dem Kaiserdom 1 52° 14′ 44″ N, 10° 49′ 1″ O             | Einfriedung Stiftspfarrhaus                         | Einfriedung des Stiftspfarrhofes durch eine Natursteinmauer mit entsprechender Toreinfahrt. | 32692703 | BW             |
| Vor dem Kaiserdom 2 52° 14′ 42″ N, 10° 49′ 1″ O             | Schule                                              | Zweigeschossiger verputzter Fachwerkbau unter Halbwalmdach in Krempziegeldeckung. Westliche Fassade im Bruchsteinmauerwerk, dort ein mittiger Hauseingang und sandsteingefasste Rechtecksfenster, Giebelseiten in Sichtfachwerk. Südöstlich schließt ein niedrigerer Anbau unter Walmdach an, EG im verputzten Bruchsteinmauerwerk, OG in Fachwerk. | 32654806 | BW             |
| Vor dem Kaiserdom 3 / 4 52° 14′ 42″ N, 10° 49′ 1″ O         | ehem. Steinmetzschule; Museum für Steinmetzhandwerk | Zweigeschossiger verputzter Massivbau auf hohem Kalkstein-Kellersockel unter Satteldach in Krempziegeldeckung auf ausgebautem Drempelgeschoss. Westlicher Mittelrisalit mit Zwerchgiebel, Eingang und vorgelagerter Treppe. OG durch Fassadenvertiefungen, Lisenen und Bogenfries hervorgehoben, dieser von der Stiftskirche übernommen. Fenster in Segmentbogenformen, Fensterbänke in Naturstein, im OG profiliert. Beide Giebeldreiecke mit Rosette. Zweigeschossiger Zwischentrakt unter Satteldach, errichtet auf der alten Einfriedungsmauer. Östlicher Kopfbau als eingeschossiger Kalksteinbau auf Sockel unter Satteldach in Krempziegeldeckung mit ausgebautem DG und Segmentbogenöffnungen. | 32654826 | BW             |
| Vor dem Kaiserdom 5 52° 14′ 41″ N, 10° 48′ 57″ O            | Stiftskirche Königslutter                           | Dreischiffige Pfeilerbasilika erstreckt sich hinter einer offenen Halle im Westwerk über sechs nahezu quadratische Arkadenjoche hinweg. Im Osten das mit Vierungsturm bekrönte Querhaus sowie der dreischiffige Chor, der mit Haupt- und zwei Nebenabsiden abschließt. | 32654846 | Weitere Bilder |
| Vor dem Kaiserdom 6 / 7 52° 14′ 43″ N, 10° 48′ 55″ O        | Doppelhaus                                          | Zweigeschossiger Fachwerkbau unter Walmdach in Ziegelpfannendeckung. Symmetrisches Fachwerkgefüge mit zweifeldigen Streben im EG, im OG mit K-Streben, verputzte Ausfachung. Niveauausgleichender, teils hoher Kellersockel in großformatigen Kalksteinmauerwerk. Originäre Kreuzstockfenster. EG im Norden teils massiv ersetzt (aufgeschraubte Streben), zur Stiftstraße Öffnungen aus der zweiten Hälfte des 19. Jh. Westliche Traufseite massiv mit Ziegelpfannenbehang im OG. | 32654882 | BW             |
| Vor dem Kaiserdom 9 52° 14′ 43″ N, 10° 48′ 57″ O            | Wohnhaus                                            | Zweigeschossiger, teilunterkellerter Fachwerkbau auf mit Ziegelstein verblendetem Sockel unter Satteldach mit Krempziegeldeckung. Südseite im EG massiv ersetzt, im OG durchlaufende Fußbandreihe, Schwellriegel mit Inschrift. Haus wurde um zwei Gefache verlängert und im Westen gekürzt, hier fehlt der Eckständer. Unregelmäßiges Fachwerk mit zweifeldigen Streben und verputzter Ausfachung, Massivteile mit Schmuckbänderung und Stuckornamenten. Nördlicher Anbau im EG massiv, im OG Fachwerk. Im Ostgiebel in einer der Ausfachung Kartusche mit der Inschrift „1670“, wohl offenbar in Wiederverwendung. | 32655282 | BW             |
| Vor dem Kaiserdom 10 a / b 52° 14′ 39″ N, 10° 48′ 56″ O     | Konventgebäude                                      | | 32654863 | BW             |
| Wallstraße / Westernstraße 52° 14′ 55″ N, 10° 48′ 58″ O     | Stadtmauer                                          | | 32651095 | BW             |
| Westernstraße 14 52° 15′ 6″ N, 10° 48′ 53″ O                | Wohn-/ Geschäftshaus                                | Zweigeschossiger Fachwerkbau unter steilem Satteldach in Krempziegeldeckung. EG 1959 massiv verändert, ursprünglich vorkragendes OG auf geschnitzten Knaggen, reich verziertes Gebälk mit Tauband und Perlschnur, Inschriften im Schwellriegel, in den Brüstungsgefachen Fächerfries. Dachüberstand auf ebengleichen Gebälk, unten eine kleine hochgelegene Tür mit Eselrücken. Starke Veränderungen nach Teilabriss und Umbau im Jahre 1959. | 32655403 | BW             |
| Westernstraße 15 52° 15′ 6″ N, 10° 48′ 53″ O                | Wohn-/ Geschäftshaus                                | Zweigeschossiger Fachwerkbau unter Satteldach in Krempziegeldeckung. EG massiv ersetzt, OG stark vorkragend, Balkenköpfe mit Riefelung an der unteren Rundung. Schwellriegel mit Inschrift, Fachwerkgefüge mit Ziegelausfachung, Fenster im OG mit profilierter Einfassung. | 32655423 | BW             |
| Westernstraße 18 52° 15′ 6″ N, 10° 48′ 51″ O                | Wohnhaus                                            | Zweigeschossiger verputzter Massivbau auf hohem Kalkstein-Kellersockel unter Satteldach in Krempziegeldeckung, zur Elmstraße hin abgewalmt. Im Keller Duckstein-Gewölbe. Straßenseitige aufwendige Putzrustizierung, Brüstungsfelder und Portalbekrönung mit Stuckdekorationen, horizontale Bänderung. Rückwärtig Duckstein-Mauerwerk. Originale Eingangstür hinter breiten achsenmittigen Freitreppe, rückwärtig Gartenfläche. | 32655460 | BW             |
| Westernstraße 20 52° 15′ 7″ N, 10° 48′ 50″ O                | Wohn-/ Geschäftshaus                                | Zweigeschossiger traufständiger verputzter Massivbau unter Satteldach in Krempziegeldeckung. Gebäudegliederung in sechsachsigen Hauptflügel mit achsensymmetrischen Tordurchfahrt sowie Zwerchhaus, dort Ladeneinbauten im EG, nordwestlich dreiachsiger, im OG zweiachsiger Anbau mit Zwerchhaus. Putzgliederungen mit Fenstereinfassungen, Gesimsbändern und Eckquaderungen. | 32655480 | BW             |
| Westernstraße 21 52° 15′ 7″ N, 10° 48′ 49″ O                | Wohnhaus                                            | Zweigeschossiger Massivbau auf Kellersockel unter Satteldach mit Aufschieblingen in Ziegelpfannendeckung. Im EG Fassade mit horizontalen Putzgliederungen und Eckquaderungen, Fenster mit Überdachungen und Pilastern im Brüstungsbereich. In der Mitte ehemaliger Eingang, mit Pilastern und profilierter Einfassung überhöht, alle Fenster mit profilierter Stuckeinfassung, Reliefs in den Brüstungszonen sowie durchgehenden Sohlbankgesims. Geschosstrennendes Gesims mit Karniesprofil, Traufgesims schlichter. Rückwärtig großer Gartenbereich. Im Schlussstein der ehemaligen Portaleinfassung „1763“, Fassade wohl in der zweiten Hälfte des 19. Jh. überarbeitet. | 32655503 | BW             |
| Westernstraße 22 52° 15′ 8″ N, 10° 48′ 47″ O                | Wohnhaus                                            | Zweigeschossiger, repräsentativer Ziegelbau auf hohem Kalksteinsockel unter Mansardenwalmdach in Ziegelpfannendeckung. Straßenseitig stark vorkragender Mittelrisalit mit Zwerchhaus in Zierfachwerk, Giebelfeld mit Pfannen verblendet. EG mit teils gekuppelten Fenstern, rote Ziegelziersetzungen in den Segmentbogenstürzen und der horizontalen Bänderung. Südlich eingeschossiger Anbau mit Terrasse, im Norden ein Risalit mit Loggia im EG. | 32655521 | BW             |
| Westernstraße 22 52° 15′ 8″ N, 10° 48′ 46″ O                | Wirtschaftsgebäude                                  | Eingeschossiger Ziegelbau unter Satteldach mit Zierbänderung und Öffnungen unter Segmentbögen, Drempel über Sichtgebälk, Zierfachwerk mit Freigespärre im südlichen Aufzugserker. | 32655539 | BW             |
| Westernstraße 22 52° 15′ 9″ N, 10° 48′ 48″ O                | Einfriedung                                         | Straßenseitige Einfriedung mit gusseisernen Sprossenzaun auf Kalksteinsockel. | 32694382 | BW             |
| Westernstraße 23 52° 15′ 8″ N, 10° 48′ 50″ O                | Wohn-/ Geschäftshaus                                | Zweigeschossiger Massivbau auf verputztem Sockel unter Satteldach in Ziegelpfannendeckung. Im EG Ladeneinbau, Fenster mit Werksteineinfassungen, Putzgliederungen mit horizontalen Bändern, Eckquaderungen und karierten Brüstungsfeldern. Fassade im 19. Jh. überarbeitet. | 32655556 | BW             |
| Westernstraße 24 52° 15′ 8″ N, 10° 48′ 51″ O                | Wohn-/ Geschäftshaus                                | | 32655573 | BW             |
| Westernstraße 25 52° 15′ 7″ N, 10° 48′ 52″ O                | Wohn-/ Geschäftshaus                                | Zweigeschossiger, traufständiger verputzter Fachwerkbau unter Satteldach in Ziegelpfannendeckung. Im EG späterer Ladeneinbau, achsenmittiger Hauptzugang, flankiert von Schaufensterläden. Die Gebäudeecken durch Putz-Eckquaderungen im Lang-Kurz-Verband hervorgehoben. Im OG gefasste Galgenfenster sowie ein geschosstrennendes Gurtgesims. Rückwärtiges Fachwerk mit Ducksteinausfachung, im Keller ein Ducksteingewölbe. | 32655590 | BW             |
| Westernstraße 26 52° 15′ 7″ N, 10° 48′ 52″ O                | Wohn-/ Geschäftshaus                                | Zweigeschossiger, traufständiger verputzter Fachwerkbau auf Ducksteinsockel unter Satteldach in Ziegelpfannendeckung. Im EG späterer Ladeneinbau sowie seitliche Toreinfahrt unter Korbbogen. Gebäudeecken sind durch Putz-Eckquaderungen im Lang-Kurz-Verband hervorgehoben. Im OG gefasste Fenster sowie ein geschosstrennendes Gurtgesims. Rückseite in Ducksteinmauerwerk. Gebäude 1752/53 errichtet und bis ins 19. Jh. als Ziegelei genutzt. | 32655607 | BW             |
| Westernstraße 27 52° 15′ 7″ N, 10° 48′ 53″ O                | Wohn-/ Geschäftshaus                                | Zweigeschossiger, traufständiger verputzter Fachwerkbau unter Satteldach in Ziegelpfannendeckung. Im EG späterer Ladeneinbau sowie achenmittiger Hauptzugang. Gebäudeecken sind durch Putz-Eckquaderungen im Lang-Kurz-Verband hervorgehoben. Im OG gefasste Fenster, Fassade durch horizontale Zierbänder gestaltet. Um 1760 Hausteilung, im Kern Teil der alten Ziegelei. | 32655624 | BW             |
| Westernstraße 28 52° 15′ 7″ N, 10° 48′ 53″ O                | Wohn-/ Geschäftshaus                                | Zweigeschossiger, schräg aus der Straßenfluchtlinie vorragender Fachwerkbau unter nach Osten abgewalmten Satteldach in Krempziegeldeckung, westliche Giebelseite freistehend. Achsenmittiger Haupteingang, Fachwerkgefüge mit gekuppelten Ständern und gestrichener Ziegelausfachung durch Laden- und Garageneinbau verändert. Gebälk durch ein durchgehendes Profilband verblendet, leicht vorkragendes OG mit Schieferverkleidung in altdeutscher Deckung. Laut Brandkataster 1825 an des ehemaligen Westerntores errichtet, Anschluss an Reste der Stadtmauer von 1450. Als Brauhaus errichtet, später Stellmacherei. | 32655641 | BW             |
| Westernstraße 29 52° 15′ 6″ N, 10° 48′ 54″ O                | Wohn-/ Geschäftshaus                                | Zweigeschossiger, traufständiger langgestreckter Bau mit polygonal abknickender Straßenfassade auf Kalksteinsockel unter im Nordwesten abgewalmten Satteldach in Ziegelpfannendeckung. Großer Gewölbekeller (altes Stadtgefängnis), alte breite Duckstein-Kellertreppe unter Tonnengewölbe. Westliche Gebäudehälfte mit hohen EG in Duckstein-Mauerwerk, verputzt in Rustika-Imitatio, sowie großen Tordurchfahrt und späteren Ladeneinbau. Leicht vorkragendes, verputztes OG über verblendeten Gebälk. Östliche Gebäudehälfte im EG verputzt, klassizistische Fassadeneinfassungen, OG dem westlichen gleich. Rückwärtig Ladestock an westlicher Gebäudehälfte sowie Anschluss an Reste der Stadtmauer. Nach Brandkataster 1700 errichtet unter Friedrich Jürgens: Bürgermeister, Brauer und Ökonom. | 32655675 | BW             |
| Westernstraße 30 52° 15′ 6″ N, 10° 48′ 55″ O                | Wohn-/ Geschäftshaus                                | Zweigeschossiger, traufständiger langgestreckter Bau mit polygonal abknickender Straßenfassade auf hohem Kalksteinsockel unter im Nordwesten abgewalmten Satteldach in Ziegelpfannendeckung. Unterkellerung mit Ducksteingewölbe. EG mit Rustika-Imitatio, nordwestlichen großen Tordurchfahrt sowie späteren Ladeneinbau. Leicht vorkragendes, verputztes OG über verblendeten Gebälk. Rückwärtig Ladestock an westlicher Gebäudehälfte. Am Ostgiebel Fachwerk mit Duckstein- und Ziegelausfachung. Laut Brandkataster 1750 errichtet. | 32655692 | BW             |
| Westernstraße 31 52° 15′ 5″ N, 10° 48′ 56″ O                | Wohn-/ Geschäftshaus                                | Zweigeschossiger, traufständiger Fachwerkbau auf Kalksteinsockel unter Satteldach mit Aufschieblingen in Ziegelpfannendeckung. Achensmittiger Haupteingang, dieser und die Fenster mit Einfassungen im klassizistischen Stil, östlich späterer Ladeneinbau. Leicht vorkragendes OG über im Profil verblendeten Gebälk. Sieben Fensterachsen sowie durchgehende Fußstrebenpaare in den Brüstungsgefachen. Fachwerkgefüge mit verputzter Ausfachung. Errichtet Anfang 17. Jh. Westlich schließt Torhaus aus dem beginnenden 18. Jh. an, mit unregelmäßigen Fachwerk-Abbund und Fenstergefüge, ebenfalls mit verputzten Ausfachungen. Rückwärtiger Fachwerkflügel aus der Mitte des 19. Jh. Ehemals reiches Brauhaus und Grobschmiede. | 32655726 | BW             |
| Westernstraße 32 52° 15′ 5″ N, 10° 48′ 57″ O                | Wohn-/ Geschäftshaus                                | Zweigeschossiger, traufständiger Fachwerkbau auf niedrigem Kalksteinsockel unter Satteldach mit Aufschieblingen in Ziegelpfannendeckung. Vollflächig verputztes EG. Leicht außermittiger Haupteingang, zusammen mit den Fenstern in historistischen Einfassung. Fachwerkgefüge im OG mit gekuppelten Ständern, zweifeldigen Streben und verputzten Ausfachung darüber ein außermittiges, breites Zwerchhaus unter Satteldach, Ortgang und Seitenwangen in Schieferverkleidung. Rückwärtige Fassade zum Teil massiv ersetzt. Laut Brandkataster 1827 errichtet. Altes Brauhaus, 1858–1900 Drechslerei und ab 1907 Handelshaus. | 32655760 | BW             |
| Westernstraße 37 52° 15′ 5″ N, 10° 49′ 1″ O                 | Wohnhaus                                            | Zweigeschossiger Fachwerkbau auf Kalkstein-Kellersockel unter steilem Satteldach in Krempziegeldeckung. Unterkellerung mit Ducksteingewölbe. Fachwerkgefüge mit verputzter Ausfachung, im EG gekuppelte Ständer. Vorkragendes OG über mit Profil verschaltem Gebälk. | 32655812 | BW             |
| Zollplatz 52° 15′ 14″ N, 10° 48′ 50″ O                      | Kriegerdenkmal                                      | | 32655831 | BW             |

### Psychiatrie Königslutter
| Lage                                                  | Bezeichnung                    | Beschreibung | ID       | Bild |
| ----------------------------------------------------- | ------------------------------ | --- | -------- | ---- |
| Im Conventgarten 1, 2 52° 14′ 41″ N, 10° 49′ 5″ O     | Kutscherhaus mit Wagenschuppen | Eingeschossiger Massivbau aus geschlemmten Bruchsteinmauerwerk auf niveauausgleichendem Sockel mit abgewinkelter Straßenfassade unter Satteldach in Ziegelpfannendeckung. Fensterformen in Segment- und Rundbögen, in Höhe der Horizontalsprosse der Kreuzstockfenster und um die Stürze herum ein Zierband. Straßenseitig ein außermittiges Zwerchhaus in Fachwerk unter Halbwalmdach.                                                        | 32651879 | BW   |
| Im Conventgarten 3 52° 14′ 40″ N, 10° 49′ 5″ O        | ehem. Spritzenhaus             | Eingeschossiger, breitgelagerter Massivbau unter Satteldach in Ziegelpfannendeckung. Südöstliche Straßenseite mit zahlreichen Wirtschaftsöffnungen. | 32651913 | BW   |
| Im Conventgarten 4 52° 14′ 39″ N, 10° 49′ 4″ O        | ehem. Waschküche / Stall       | Eingeschossiger, breitgelagerter Massivbau aus Kalkstein-Bruchsteinmauerwerk unter Satteldach in Krempziegeldeckung. Gekuppelte Fenster mit Werksteineinfassungen, westliche Giebelseite in Fachwerk. Straßenfassade bildet mit der Straßeneinfriedung eine Einheit und ist mit den Nachbargebäuden verbunden. | 32651930 | BW   |
| Schöppenstedter Straße 21 52° 14′ 37″ N, 10° 49′ 1″ O | ehem. Ställe / Futterhaus      | | 32654526 | BW   |
| Schöppenstedter Straße 22 52° 14′ 39″ N, 10° 49′ 3″ O | ehem. Beamtenwohnhaus          | Eingeschossiger, breitgelagerter Massivbau aus Kalkstein-Bruchsteinmauerwerk unter Satteldach in Krempziegeldeckung. Gekuppelte Fenster mit Werksteineinfassungen, westliche Giebelseite in Fachwerk. Straßenfassade bildet mit der Straßeneinfriedung eine Einheit und ist mit den Nachbargebäuden verbunden. | 32654509 | BW   |
| Vor dem Kaiserdom 10 52° 14′ 37″ N, 10° 48′ 55″ O     | Krankenhaus                    | Mehrflügelige, auf einem H-Grundriss gestaltete Hauptanlage, unmittelbar südlich vom Kaiserdom. Zweigeschossiger Kalkstein-Bruchsteinbau auf hohem Sockel unter Satteldächern in Ziegelpfannendeckung. Strukturierung der Gebäudeflügel durch Lisenen, vortretende Risalite und Anbauten. Fenstergestaltung im EG durch Rundbogenfenster, im OG mit Rechtecksfenstern mit durchgehenden Sohlbankgesims, oberer Abschluss durch ein Trauffries. | 32655302 | BW   |
| Vor dem Kaiserdom 10 52° 14′ 39″ N, 10° 48′ 53″ O     | ehem. Arbeiterhaus             | Eingeschossiger Massivbau aus Bruchsteinmauerwerk mit Werksteineinfassungen unter Satteldach in Ziegelpfannendeckung. Südlich und nördlich jeweils vorgezogene Mittelrisalite mit Zwerchhäusern, Fenster unter Segmentbogenstützen, straßenseitig mit Klappläden. Seitlicher Eingang über südöstlich ausgeklinkte Flügelverlängerung. | 32655336 | BW   |
| Vor dem Kaiserdom 10 52° 14′ 41″ N, 10° 48′ 49″ O     | Berggarten                     | | 32655370 | BW   |
| Vor dem Kaiserdom 10 52° 14′ 38″ N, 10° 48′ 49″ O     | Mauer                          | Hohe Bruchsteinmauer im nordwestlichen Grundstücksbereich der Nervenheilanstalt, an der nordwestlichen Gebäudeecke der Stiftskirche andockend. Im Kern und in Teilen wohl die alte Einfriedung der Stiftskirche, im Mauerwerk eingelassene barocke Grabepitahien. | 32655319 | BW   |